# Vuelta a España 2011/Etappen
Dieser Artikel fasst die Etappen der Vuelta a España 2011 zusammen.

## 1. Etappe
am 20. August in Benidorm (13,5 km; MZF)
Den Auftakt der 66. Vuelta a España bildete Mannschaftszeitfahren, das in Benidorm ausgetragen wurde.
Als erste Mannschaft ging um 17:02 Uhr das Team von Skil-Shimano an den Start und legte mit 16:48 Minuten eine Zeit vor, die zunächst vom Quick Step Cycling Team um drei Sekunden und kurz darauf vom Pro Team Astana nochmals um fünf Sekunden unterboten wurde. Als nächste Mannschaft unterbot Leopard Trek die Bestzeit, als sie nach 16:30 Minuten Fahrzeit das Ziel erreichte. Diese vier Mannschaften besetzten längere Zeit die ersten vier Plätze, bis sich das Movistar Team mit 16:44 Minuten vor das Skil-Shimano-Team schob. Etwas später fuhr das Team HTC-Highroad, letztjähriger Gewinner des Mannschaftszeitfahrens, mit 16:39 Minuten die bis dahin zweitbeste Zeit.
Als letzte Mannschaft startete um 18:26 Uhr Liquigas-Cannondale um Vorjahressieger Vincenzo Nibali. Die italienische Mannschaft schlug bei der Zwischenzeitmessung zwar die bis dahin immer noch führende Mannschaft von Leopard Trek um eine Sekunde, allerdings musste sie sich im Ziel der luxemburgischen Mannschaft um vier Sekunden geschlagen geben. Das Rote Trikot sicherte sich Jakob Fuglsang, der als erster Fahrer dieses Teams die Ziellinie überquerte. Das britische Sky-ProCycling-Team, das bei der Tour de France noch den dritten Platz erreichte, belegte einen enttäuschenden 20. Platz. Noch schlechter lief es aber für das Team Geox-TMC, in dem Carlos Sastre und Denis Menschow fuhren, das nur den 21. Rang erreichte.

### Zwischenstände
| Zwischenzeitmesspunkt nach Kilometer 7 in 286 m ü. NN |                             |             |
| 01.                                                   | Liquigas-Cannondale         | 8:45 min    |
| 02.                                                   | Leopard Trek                | + 00:01 min |
| 03.                                                   | Movistar                    | + 00:03 min |
| 04.                                                   | Katusha Team                | + 00:04 min |
| 05.                                                   | Euskaltel-Euskadi           | + 00:06 min |
| 06.                                                   | HTC-Highroad                | + 00:07 min |
| 07.                                                   | Pro Team Astana             | + 00:07 min |
| 08.                                                   | Omega Pharma-Lotto          | + 00:09 min |
| 09.                                                   | Quick Step                  | + 00:09 min |
| 10.                                                   | Cofidis, le Crédit en Ligne | + 00:12 min |

## 2. Etappe
am 21. August von La Nucía nach Playas de Orihuela (174 km)
Der zweite Tagesabschnitt der Rundfahrt führte die Fahrer an der Costa Blanca in der Provinz Alicante entlang nach Süden.
Dabei waren zwei Sprintwertungen und eine Bergwertung der 3. Kategorie zu absolvieren.
Eine vierköpfige Ausreißergruppe, bestehend aus Adam Hansen, Paul Martens, Jesús Rosendo und Steve Houanard prägte den Großteil der Etappe, die einen Maximalvorsprung von rund sechs Minuten herausfahren konnten. Martens gewann dabei die erste Bergwertung dieser Rundfahrt, womit er der erste Führende der Bergwertung wurde. Im weiteren Verlauf der Etappe fuhr Jesús Rosendo als Erster über die beiden Sprintwertungen des Tages. Als es in Richtung Ziel ging, versuchte Hanson durch eine Attacke den Tagessieg für sich zu entscheiden. Hinter ihm wurde zuerst Houanard vom Feld eingeholt, danach Martens und Rosendo. Auch Hansons Fluchtversuch war am Ende nicht von Erfolg gekrönt, da das vom Team HTC-Highroad geführte Feld mit hohem Tempo dem Ziel entgegen fuhr, wobei es zu einigen Lücken kam, die nur teilweise wieder geschlossen werden konnten. Nach einer kurzen Steigung auf dem letzten Kilometer setzte sich im Zielsprint schließlich Christopher Sutton vom Team Sky ProCycling gegen Vicente Reynés durch, wodurch er auch das Punktetrikot errang. Dritter wurde der Deutsche Marcel Kittel. Das Rote Trikot übernahm Daniele Bennati von seinem Teamkollegen Jakob Fuglsang. Jesús Rosendo übernahm durch seinen zweiten Platz bei der Bergwertung das weiße Trikot als Führender der Kombinationswertung.

### Sprintwertungen
| 1. Zwischensprint in Santa Pola nach 93,1 km in 40 m ü. NN |                      |              |
| 1.                                                         | Jesús Rosendo (ACG)  | 4 P. und 6 s |
| 2.                                                         | Adam Hansen (OLO)    | 2 P. und 4 s |
| 3.                                                         | Steve Houanard (ALM) | 1 P. und 2 s |

| 2. Zwischensprint in Dolores nach 129,8 km in 10 m ü. NN |                      |              |
| 1.                                                       | Jesús Rosendo (ACG)  | 4 P. und 6 s |
| 2.                                                       | Paul Martens (RAB)   | 2 P. und 4 s |
| 3.                                                       | Steve Houanard (ALM) | 1 P. und 2 s |

| Zielsprint in Playas de Orihuela nach 174 km in 47 m ü. NN |                             |                |
| 1.                                                         | Christopher Sutton (SKY)    | 25 P. und 20 s |
| 2.                                                         | Vicente Reynés (OLO)        | 20 P. und 12 s |
| 3.                                                         | Marcel Kittel (SKS)         | 16 P. und 8 s  |
| 4.                                                         | Tyler Farrar (GRM)          | 14 P.          |
| 5.                                                         | Matti Breschel (RAB)        | 12 P.          |
| 6.                                                         | Daniele Bennati (LEO)       | 10 P.          |
| 7.                                                         | Enrico Gasparotto (AST)     | 9 P.           |
| 8.                                                         | Lloyd Mondory (ALM)         | 8 P.           |
| 9.                                                         | Luca Paolini (KAT)          | 7 P.           |
| 10.                                                        | John Degenkolb (THR)        | 6 P.           |
| 11.                                                        | Peter Sagan (LIQ)           | 5 P.           |
| 12.                                                        | Jurgen Van Den Broeck (OLO) | 4 P.           |
| 13.                                                        | Alessandro Petacchi (LAM)   | 3 P.           |
| 14.                                                        | Greg Van Avermaet (BMC)     | 2 P.           |

### Bergwertungen
| Alto de Relleu, Kategorie 3 nach 29 km in 450 m ü. NN |               |      |
| 1.                                                    | Paul Martens  | 3 P. |
| 2.                                                    | Jesús Rosendo | 2 P. |
| 3.                                                    | Adam Hansen   | 1 P. |

### Aufgaben
- 74 – Matthew Goss (HTC-Highroad)

## 3. Etappe
am 22. August von Petrer nach Totana (163 km)
Der dritte Tagesabschnitt führte von der Provinz Alicante in die Region Murcia. Dabei waren zwei Sprintwertungen und zwei Bergwertungen der 3. Kategorie zu absolvieren.
Es bildete sich eine Gruppe aus Nicolas Edet, Pablo Lastras, Sylvain Chavanel, Markel Irízar und Ruslan Pidhornyj, die einen Maximalvorsprung von knapp acht Minuten herausfahren konnten. Edet fiel später aus der Spitzengruppe heraus. Nachdem Pidhornyj als Erster über die erste Sprintwertung gefahren war, konnte sich Irizar bei der ersten Bergwertung durchsetzen. Danach kamen einige Fahrer zu Fall, konnten aber weiterfahren. Bei der ersten Zieldurchfahrt wurde die zweite Sprintwertung ausgefahren, die Chavanel gewann und sich damit wertvolle Bonussekunden im Kampf um das Rote Trikot sicherte. Auf dem Weg zur letzten Bergwertung griff David de la Fuente aus dem Feld heraus an, wurde aber wieder eingefangen. Aus der Spitzengruppe, deren Vorsprung schmolz, griff Lastras 13 km vor dem Ziel an und gewann allein in Führung liegend die Etappe, seine drei ehemaligen Begleiter erreichten das Ziel 15 Sekunden nach ihm. Damit eroberte Lastras neben dem Roten Trikot des Spitzenreiters auch die drei anderen Trikots. Für Chavanel blieb lediglich noch die Wertung für den kämpferischsten Fahrer. 1:45 Minuten nach dem Sieger erreichte die erste Gruppe des in mehrere Teile zerfallenen Feldes das Ziel.

### Sprintwertungen
| 1. Zwischensprint in Pliego nach 97,8 km in 400 m ü. NN |                        |              |
| 1.                                                      | Ruslan Pidhornyj (VCD) | 4 P. und 6 s |
| 2.                                                      | Sylvain Chavanel (QST) | 2 P. und 4 s |
| 3.                                                      | Pablo Lastras (MOV)    | 1 P. und 2 s |

| 2. Zwischensprint in Totana nach 141 km in 250 m ü. NN |                        |              |
| 1.                                                     | Sylvain Chavanel (QST) | 4 P. und 6 s |
| 2.                                                     | Pablo Lastras (MOV)    | 2 P. und 4 s |
| 3.                                                     | Ruslan Pidhornyj (VCD) | 1 P. und 2 s |

| Zielsprint in Totana nach 163 km in 47 m ü. NN |                         |                |
| 1.                                             | Pablo Lastras (MOV)     | 25 P. und 20 s |
| 2.                                             | Sylvain Chavanel (QST)  | 20 P. und 12 s |
| 3.                                             | Markel Irízar (RSH)     | 16 P. und 8 s  |
| 4.                                             | Ruslan Pidhornyj (VCD)  | 14 P.          |
| 5.                                             | Nicolas Roche (ALM)     | 12 P.          |
| 6.                                             | Matti Breschel (RAB)    | 10 P.          |
| 7.                                             | Valerio Agnoli (LIQ)    | 9 P.           |
| 8.                                             | Francesco Gavazzi (LAM) | 8 P.           |
| 9.                                             | Enrico Gasparotto (AST) | 7 P.           |
| 10.                                            | Jan Bakelants (OLO)     | 6 P.           |
| 11.                                            | Bauke Mollema (RAB)     | 5 P.           |
| 12.                                            | Chris Froome (SKY)      | 4 P.           |
| 13.                                            | Bradley Wiggins (SKY)   | 3 P.           |
| 14.                                            | Gorka Verdugo (EUS)     | 2 P.           |

### Bergwertungen
| Alto del Berro Kategorie 3 nach 117 km in 690 m ü. NN |                        |      |
| 1.                                                    | Markel Irízar (RSH)    | 3 P. |
| 2.                                                    | Ruslan Pidhornyj (VCD) | 2 P. |
| 3.                                                    | Sylvain Chavanel (QST) | 1 P. |

| Alto de La Santa Kategorie 3 nach 151 km in 640 m ü. NN |                        |      |
| 1.                                                      | Pablo Lastras (MOV)    | 3 P. |
| 2.                                                      | Sylvain Chavanel (QST) | 2 P. |
| 3.                                                      | Ruslan Pidhornyj (VCD) | 1 P. |

## 4. Etappe
am 23. August von Baza in die Sierra Nevada (170,2 km)
Der vierte Tagesabschnitt führte durch die Provinz Granada mit einem kurzen Abstecher in die Region Murcia. Dabei waren zwei Sprintwertungen sowie je eine Bergwertung der 1., 3. Kategorie und der Spezialkategorie zu absolvieren.
Während der Etappe bildete sich eine siebenköpfige Ausreißergruppe, die einen Vorsprung von etwa acht Minuten herausfuhr, wobei Koen de Kort die ersten beiden Bergwertungen und Thomas Rohregger die Sprintwertungen gewann. Nach der ersten Bergwertung schmolz der Vorsprung wieder. Im 23 km langen Schlussanstieg mussten einige Fahrer abreißen lassen. Dahinter bildete sich das Gruppetto. Rafał Majka versuchte einen Angriff, der aber nach kurzer Flucht abgewehrt werden konnte. Anschließend griff Vincenzo Nibali an, gefolgt von Robert Kišerlovski und Chris Anker Sørensen. Von der ehemaligen Spitzengruppe konnten sich Rohregger, Matthew Busche, Eduard Worganow und Guillaume Bonnafond noch bis fünf Kilometer vor dem Ziel vorn halten, bevor sie eingeholt wurden. Letzterer hängte sich aber noch an Sørensen ran, während Kišerlovski wieder zurückfiel. Vor dem Gipfel griff Daniel Moreno an, wo er mit Sørensen die Spitze bildete. Beim Zielsprint löste sich Moreno von seinem Begleiter und konnte den Etappensieg erringen. Dritter wurde Daniel Martin, der die 29-köpfige Gruppe mit den Favoriten, die mit elf Sekunden Rückstand ins Ziel kam, anführte. Sylvain Chavanel, bisheriger Zweiter der Gesamtwertung, kam mit 57 Sekunden Rückstand ins Ziel. Das reichte aber aus, um sich das Rote Trikot mit 43 Sekunden Vorsprung vor Sieger Moreno, der sich bei der Kombinationswertung an die Spitze setzte, zu sichern.

### Sprintwertungen
| 1. Zwischensprint in Huéneja nach 76 km in 1185 m ü. NN |                            |              |
| 1.                                                      | Thomas Rohregger (LEO)     | 4 P. und 6 s |
| 2.                                                      | José Vicente Toribio (ACG) | 2 P. und 4 s |
| 3.                                                      | Guillaume Bonnafond (ALM)  | 1 P. und 2 s |

| 2. Zwischensprint in Pinos Genil nach 146,8 km in 775 m ü. NN |                           |              |
| 1.                                                            | Thomas Rohregger (LEO)    | 4 P. und 6 s |
| 2.                                                            | Guillaume Bonnafond (ALM) | 2 P. und 4 s |
| 3.                                                            | Eduard Worganow (KAT)     | 1 P. und 2 s |

| Zielsprint in Sierra Nevada nach 170,2 km in 2112 m ü. NN |                             |                |
| 1.                                                        | Daniel Moreno (KAT)         | 25 P. und 20 s |
| 2.                                                        | Chris Anker Sørensen (SBS)  | 20 P. und 12 s |
| 3.                                                        | Daniel Martin (GRM)         | 16 P. und 8 s  |
| 4.                                                        | Joaquim Rodríguez (KAT)     | 14 P.          |
| 5.                                                        | Przemysław Niemiec (LAM)    | 12 P.          |
| 6.                                                        | Sergey Lagutin (VCD)        | 10 P.          |
| 7.                                                        | Jurgen Van Den Broeck (OLO) | 9 P.           |
| 8.                                                        | Wouter Poels (VCD)          | 8 P.           |
| 9.                                                        | Michele Scarponi (LAM)      | 7 P.           |
| 10.                                                       | Bauke Mollema (RAB)         | 6 P.           |
| 11.                                                       | Kanstanzin Siuzou (THR)     | 5 P.           |
| 12.                                                       | Vincenzo Nibali (LIQ)       | 4 P.           |
| 13.                                                       | Mikel Nieve (EUS)           | 3 P.           |
| 14.                                                       | Janez Brajkovič (RSH)       | 2 P.           |

### Bergwertungen
| Alto de Filabres Kategorie 1 nach 31 km in 2040 m ü. NN |                           |       |
| 1.                                                      | Koen de Kort (SKS)        | 10 P. |
| 2.                                                      | Eduard Worganow (KAT)     | 6 P.  |
| 3.                                                      | Thomas Rohregger (LEO)    | 4 P.  |
| 4.                                                      | Yohann Bagot (COF)        | 2 P.  |
| 5.                                                      | Guillaume Bonnafond (ALM) | 1 P.  |

| Puerto de Los Blancares Kategorie 3 nach 125 km in 1300 m ü. NN |                           |      |
| 1.                                                              | Koen de Kort (SKS)        | 3 P. |
| 2.                                                              | Thomas Rohregger (LEO)    | 2 P. |
| 3.                                                              | Guillaume Bonnafond (ALM) | 1 P. |

| Sierra Nevada Cat. Especial nach 170 km 2112 m ü. NN |                            |       |
| 1.                                                   | Daniel Moreno (KAT)        | 20 P. |
| 2.                                                   | Chris Anker Sørensen (SBS) | 15 P. |
| 3.                                                   | Daniel Martin (GRM)        | 10 P. |
| 4.                                                   | Joaquim Rodríguez (KAT)    | 6 P.  |
| 5.                                                   | Przemysław Niemiec (LAM)   | 4 P.  |
| 6.                                                   | Sergey Lagutin (VCD)       | 2 P.  |

### Aufgaben
- 72 – Mark Cavendish (HTC-Highroad)

## 5. Etappe
am 24. August von Sierra Nevada (Spanien) nach Valdepeñas de Jaén (187 km)
Der fünfte Tagesabschnitt führte erneut durch die Provinz Granada. Dabei war neben zwei Sprintwertungen eine Bergwertung der 2. Kategorie zweimal zu bewältigen.
Zu Anfang der Etappe bildete sich eine größere Ausreißergruppe, wobei Davide Malacarne die erste Sprintwertung und Rein Taaramae die erste Bergwertung gewann. Allerdings kamen die Gruppe nicht richtig weg und zerfiel wieder. Dann attackierte Michael Albasini, dem Ángel Madrazo und Johannes Fröhlinger folgten. In dieser Reihenfolge fuhren sie über die zweite Sprintwertung. Von ihnen konnte sich Madrazo noch am längsten vorn halten, bevor auch er eingeholt wurde. Auf dem Weg zur zweiten Bergwertung fielen durch die Tempoarbeit des Teams Katusha einige Fahrer wieder zurück, unter anderem Andreas Klöden. Manuele Mori stürzte, konnte aber weiterfahren. Alexander Djatschenko griff an, gefolgt von David Moncoutié. Der Franzose gewann die Bergwertung und konnte auf der Abfahrt einen Vorsprung von etwa 30 Sekunden einfahren, während der Kasache wieder zurückfiel. Auf dem nicht bewerteten Schlussanstieg wurde aber auch Moncoutié eingefangen, als Daniel Moreno und Joaquim Rodríguez antraten. Letzterer gewann die Etappe mit vier Sekunden Vorsprung vor Wout Poels. Sylvain Chavanel, der mit 31 Sekunden Rückstand als 37. ins Ziel kam, konnte noch neun Sekunden seines Vorsprungs vor Daniel Moreno retten, der mit fünf Sekunden Rückstand als Dritter ins Ziel kam. Dieser übernahm die Führung in der Punkte- und das Bergwertung von Pablo Lastras, der unmittelbar vor Chavanel die Ziellinie überquerte, damit aber die letzten beiden Trikots abgeben musste. Moncoutié schob sich durch die Zeitgutschrift für den Sieger mit 23 Sekunden Rückstand auf den dritten Platz der Gesamtwertung.

### Sprintwertungen
| 1. Zwischensprint in Valdepeñas de Jaénuén nach 67 km in 922 m ü. NN |                        |              |
| 1.                                                                   | Davide Malacarne (QST) | 4 P. und 6 s |
| 2.                                                                   | Adrián Palomares (ACG) | 2 P. und 4 s |
| 3.                                                                   | Ángel Madrazo (MOV)    | 1 P. und 2 s |

| 2. Zwischensprint in Venta de Pantalones nach 142,7 km in 500 m ü. NN |                           |              |
| 1.                                                                    | Michael Albasini (THR)    | 4 P. und 6 s |
| 2.                                                                    | Ángel Madrazo (MOV)       | 2 P. und 4 s |
| 3.                                                                    | Johannes Fröhlinger (SKS) | 1 P. und 2 s |

| Zielsprint in Valdepeñas de Jaén nach 187 km in 2112 m ü. NN |                             |                |
| 1.                                                           | Joaquim Rodríguez (KAT)     | 25 P. und 20 s |
| 2.                                                           | Wout Poels (VCD)            | 20 P. und 12 s |
| 3.                                                           | Daniel Moreno (KAT)         | 16 P. und 8 s  |
| 4.                                                           | Bauke Mollema (RAB)         | 14 P.          |
| 5.                                                           | Michele Scarponi (LAM)      | 12 P.          |
| 6.                                                           | Haimar Zubeldia (RSH)       | 10 P.          |
| 7.                                                           | Jakob Fuglsang (LEO)        | 9 P.           |
| 8.                                                           | Nicolas Roche (ALM)         | 8 P.           |
| 9.                                                           | Jurgen Van Den Broeck (OLO) | 7 P.           |
| 10.                                                          | Fredrik Kessiakoff (AST)    | 6 P.           |
| 11.                                                          | Vincenzo Nibali (LIQ)       | 5 P.           |
| 12.                                                          | Sergio Pardilla (MOV)       | 4 P.           |
| 13.                                                          | Mikel Nieve (EUS)           | 3 P.           |
| 14.                                                          | Denis Menchow (GEO)         | 2 P.           |

### Bergwertungen
| Alto de Valdepeñas Kategorie 2 nach 67 km in 1090 m ü. NN |                        |      |
| 1.                                                        | Rein Taaramae (COF)    | 5 P. |
| 2.                                                        | Tom Slagter (RAB)      | 3 P. |
| 3.                                                        | Michael Albasini (THR) | 1 P. |

| Alto de Valdepeñas Kategorie 2 nach 179 km in 1090 m ü. NN |                         |      |
| 1.                                                         | David Moncoutié (COF)   | 5 P. |
| 2.                                                         | Luis León Sánchez (RAB) | 3 P. |
| 3.                                                         | Damiano Caruso (LIQ)    | 1 P. |

### Aufgaben
- 067 – Mauricio Ardila (Geox-TMC)
- 112 – José Vicente García (Movistar)

## 6. Etappe
am 25. August von Úbeda nach Córdoba (193,4 km)
Der sechste Tagesabschnitt führte durch die Provinz Ourense. Dabei war neben zwei Sprintwertungen eine Bergwertung der 2. Kategorie zu bewältigen.
Während der Etappe bildete sich eine vierköpfige Ausreißergruppe, die aus Adrián Palomares, Yukihiro Doi, Aleksejs Saramotins und Martin Kohler bestand. Saramotins konnte die erste Sprintwertung für sich entscheiden. Vor der zweiten Sprintwertung, die gleichzeitig die erste Zieldurchfahrt war, schmolz der Vorsprung der Gruppe und Kohler gewann diese als Solist. Er versuchte, seinen Vorsprung noch zu verteidigen, bevor auch er als Letzter dieser Gruppe wieder eingeholt wurde. An der Bergwertung fielen einige Fahrer zurück, unter ihnen wie schon an den Vortagen Igor Antón. Oliver Zaugg, Maxime Monfort und Jakob Fuglsang vom Team Leopard Trek führten in die einzige Bergwertung des Tages, gefolgt von Sylvain Chavanel. Es war jedoch David Moncoutié, der sich die fünf Bergpunkte vor Tony Martin holte und die ein paar Sekunden vor dem Feld über den Wertungsstrich fuhr. Danach bildete sich ein zweites Führungsquartett, als David de la Fuente und Kevin Seeldraeyers zu den beiden aufschlossen. Die Gruppe konnte aber keinen großen Vorsprung herausfahren. Wenig später wagte Pablo Lastras einen Angriff, wurde aber wieder eingefangen, kurz darauf wurde auch die Fluchtgruppe wieder eingeholt. Wenige Kilometer vor dem Ziel zerfiel das Feld unter dem Tempodiktat von Liquigas-Cannondale, wobei sich vier Fahrer dieses Teams absetzen konnten, zu denen aber mehrere Fahr aufschließen konnten, wobei aber nur Lastras sich halten konnte. Im Zielsprint setzte sich dabei Peter Sagan gegen Lastras durch. Vincenzo Nibali, der hinter Valerio Agnoli nur Vierter wurde, bekam so keine Bonussekunden mehr. Sylvain Chavanel, der mit der nächsten Gruppe mit 17 Sekunden Rückstand ins Ziel kam, konnte damit sein Rotes Trikot verteidigen und seinen Vorsprung vor Daniel Moreno, der mit der nächsten großen Gruppe ins Ziel kam, sogar um sechs Sekunden ausbauen. Dieser verlor das Grüne Trikot an Joaquim Rodríguez, der als Neunter ins Ziel kam.

### Sprintwertungen
| 1. Zwischensprint in Villafranca de Córdoba nach 138,8 km in 120 m ü. NN |                           |              |
| 1.                                                                       | Aleksejs Saramotins (COF) | 4 P. und 6 s |
| 2.                                                                       | Martin Kohler (BMC)       | 2 P. und 4 s |
| 3.                                                                       | Yukihiro Doi (SKS)        | 1 P. und 2 s |

| 2. Zwischensprint in Córdoba nach 162,4 km in 120 m ü. NN |                      |              |
| 1.                                                        | Martin Kohler (BMC)  | 4 P. und 6 s |
| 2.                                                        | Steve Houanard (ALM) | 2 P. und 4 s |
| 3.                                                        | Yukihiro Doi (SKS)   | 1 P. und 2 s |

| Zielsprint in Córdoba nach 193,4 km in 120 m ü. NN |                          |                |
| 1.                                                 | Peter Sagan (LIQ)        | 25 P. und 20 s |
| 2.                                                 | Pablo Lastras (MOV)      | 20 P. und 12 s |
| 3.                                                 | Valerio Agnoli (LIQ)     | 16 P. und 8 s  |
| 4.                                                 | Vincenzo Nibali (LIQ)    | 14 P.          |
| 5.                                                 | Eros Capecchi (LIQ)      | 12 P.          |
| 6.                                                 | Jakob Fuglsang (LEO)     | 10 P.          |
| 7.                                                 | Joaquim Rodríguez (KAT)  | 9 P.           |
| 8.                                                 | Marzio Bruseghin (MOV)   | 8 P.           |
| 9.                                                 | David Moncoutié (COF)    | 7 P.           |
| 10.                                                | Sylvain Chavanel (QST)   | 6 P.           |
| 11.                                                | Tony Martin (THR)        | 5 P.           |
| 12.                                                | Mikel Nieve (EUS)        | 4 P.           |
| 13.                                                | Juan José Cobo (GEO)     | 3 P.           |
| 14.                                                | Kevin Seeldraeyers (QST) | 2 P.           |

### Bergwertungen
| Alto del Catorce por Ciento, Kategorie 2 nach 173 km in 580 m ü. NN |                          |      |
| 1.                                                                  | David Moncoutié (COF)    | 5 P. |
| 2.                                                                  | Tony Martin (THR)        | 3 P. |
| 3.                                                                  | Kevin Seeldraeyers (QST) | 1 P. |

### Aufgaben
- 037 – Johann Tschopp (BMC Racing Team)
- 048 – Nicolas Vogondy (Cofidis, le Crédit en Ligne)
- 152 – Matti Breschel (Rabobank)
- 181 – Kurt Asle Arvesen (Sky ProCycling)

## 7. Etappe
am 26. August von Almadén nach Talavera de la Reina (182,9 km)
Der siebente Tagesabschnitt der Rundfahrt führte durch die Provinzen Ciudad Real, Badajoz, Cáceres und Toledo in Südwest- und Zentralspanien. Dabei waren zwei Sprintwertungen zu absolvieren.
Die Fluchtgruppe des Tages bestand aus Steve Houanard, Antonio Cabello, Luis Ángel Maté und Julien Fouchard. Sie konnten sich nach wenigen Kilometern absetzen und rund neun Minuten Vorsprung herausfahren, allerdings sank der Vorsprung in der Folge wieder. Cabello gewann die erste Sprintwertung, die aber für die Ausreißer ohne Belang war. Im späteren Verlauf kamen mehrere Fahrer zu Fall. Da das Tempo des Feldes durch die Nachführarbeit mehrerer Mannschaften aber stieg, teilte es sich in mehrere Gruppen. Den zweiten Zwischensprint gewann Houanard. Als es im Feld wieder ruhiger wurde, konnten die meisten zurückgefallenen Fahrer wieder aufschließen. Der Vorsprung der Ausreißer schmolz aber weiter. Deshalb unternahm Mate einen Ausreißversuch, was ihm aber nur kurzzeitig gelang. Den nächsten Versuch, alleine vorn zu bleiben, unternahm Fouchard, während seine drei Begleiter eingeholt wurden. Das Feld ließ ihn noch eine Weile vorn fahren, bevor es auch ihn etwa sieben Kilometer vor dem Ziel einholte. Wenige Meter vor dem Ziel stürzte Tyler Farrar, woraufhin auch mehrere andere Fahrer zu Fall kamen, von denen sich einige schwerere Verletzungen zuzogen. Den Etappensieg sicherte sich Marcel Kittel vor Peter Sagan, der damit das Grüne Trikot des Punktbesten übernahm. An der Gesamtwertung änderte sich nichts.

### Sprintwertungen
| 1. Zwischensprint in La Nava de Ricomalillo nach 135 km in 670 m ü. NN |                       |              |
| 1.                                                                     | Antonio Cabello (ACG) | 4 P. und 6 s |
| 2.                                                                     | Steve Houanard (ALM)  | 2 P. und 4 s |
| 3.                                                                     | Luis Ángel Maté (COF) | 1 P. und 2 s |

| 2. Zwischensprint in Alcaudete de la Jara nach 160 km in 450 m ü. NN |                       |              |
| 1.                                                                   | Steve Houanard (ALM)  | 4 P. und 6 s |
| 2.                                                                   | Luis Ángel Maté (COF) | 2 P. und 4 s |
| 3.                                                                   | Julien Fouchard (COF) | 1 P. und 2 s |

| Zielsprint in Talavera de la Reina nach 182,9 km in 365 m ü. NN |                           |                |
| 1.                                                              | Marcel Kittel (SKS)       | 25 P. und 20 s |
| 2.                                                              | Peter Sagan (LIQ)         | 20 P. und 12 s |
| 3.                                                              | Óscar Freire (RAB)        | 16 P. und 8 s  |
| 4.                                                              | Daniele Bennati (LEO)     | 14 P.          |
| 5.                                                              | Lloyd Mondory (ALM)       | 12 P.          |
| 6.                                                              | Juan José Haedo (SBS)     | 10 P.          |
| 7.                                                              | Tom Veelers (SKS)         | 9 P.           |
| 8.                                                              | Alessandro Petacchi (LAM) | 8 P.           |
| 9.                                                              | Enrico Gasparotto (AST)   | 7 P.           |
| 10.                                                             | Leigh Howard (THR)        | 6 P.           |
| 11.                                                             | Marzio Bruseghin (MOV)    | 5 P.           |
| 12.                                                             | Ian Stannard (SKY)        | 4 P.           |
| 13.                                                             | Francesco Gavazzi (LAM)   | 3 P.           |
| 14.                                                             | Juan José Lobato (ACG)    | 2 P.           |

## 8. Etappe
am 27. August von Talavera de la Reina nach San Lorenzo de El Escorial  (177,3 km)
Der achte Tagesabschnitt der Rundfahrt führte durch die Provinzen Toledo, Ávila und die Autonome Gemeinschaft Madrid in Zentralspanien. Dabei waren zwei Sprintwertungen sowie eine Bergwertung der 1. und zwei Bergwertungen der 2. Kategorie zu absolvieren.
Zu Beginn der Etappe entstand eine größere Fluchtgruppe. Matteo Montaguti und Heinrich Haussler setzten sich nach etwa 25 km davon ab, während die anderen wieder eingeholt wurden. Adrián Palomares und Julien Fouchard folgten ihnen zehn Kilometer später, kurz darauf auch Koen de Kort, der allerdings nicht wie die beiden anderen zur Spitzengruppe aufschließen konnte. Zuvor konnte er sich aber noch den letzten Bergpunkt der 1. Bergwertung sichern, die Montaguti gewann. Im Feld übernahm das Team Katjuscha die Tempoarbeit, wodurch viele Radfahrer aus dem Hauptfeld zwischenzeitlich herausfielen und der Vorsprung der Ausreißer, der über sechs Minuten betrug, wieder sank. Montaguti gewann im weiteren Etappenverlauf auch die zweite und dritte Bergwertung. In diesem Anstieg fiel zunächst Fouchard, danach auch Haussler zurück. Letzter fand aber wieder Anschluss an das Führungsduo, während Fouchard vom Feld eingeholt wurde. Auch im Hauptfeld fielen an dieser dritten Bergwertung einige Fahrer wieder zurück, Igor Antón war diesmal aber nicht darunter. Ein Angriff von Carlos Barredo verlief erfolglos. Amets Txurruka und Martin Kohler starteten daraufhin einen Ausreißversuch. Txurruka konnte sich der Spitzengruppe nähern, aber nicht aufschließen, während Kohler frühzeitig wieder eingeholt wurde. Palomares gewann anschließend die beiden spät ausgefahrenen Sprintwertungen. Rein Taaramäe und Mathias Frank konnten im nächsten Anstieg, der allerdings nicht bewertet wurde, die Spitzengruppe überholen. Später wurde Taaramäe aber nicht mehr von Frank, sondern von Ángel Madrazo begleitet, der daraufhin die alleinige Führung übernahm. Währenddessen gab es im Feld weitere Attacken, darunter Wouter Poels. Diese Gruppe schloss zunächst zu Taaramäe auf, dann auch zu Madrazo. Allerdings wurden die Ausreißer danach wieder vom Hauptfeld gestellt, die gemeinsam in den steilen Schlussanstieg fuhr, der ebenfalls nicht bewertet wurde. Joaquim Rodríguez konnte sich schließlich von der Gruppe absetzen und gewann die Etappe, gefolgt von Michele Scarponi, der vor Rodríguez beschleunigt hatte. Mit ihm überquerten Bauke Mollema und Jurgen Van Den Broeck neun Sekunden nach dem Sieger die Ziellinie. Rodríguez übernahm damit neben der Punktewertung auch die Gesamtwertung vor Daniel Moreno, der in einer weiteren kleinen Gruppe 20 Sekunden nach dem Sieger ins Ziel kam. Vincenzo Nibali erreichte weitere 12 Sekunden später das Ziel. Sylvain Chavanel verlor über eine Minute und verabschiedete sich damit von den ersten Plätzen der Gesamtwertung.

### Sprintwertungen
| 1. Zwischensprint in Robledondo nach 155,5 km in 1330 m ü. NN |                         |              |
| 1.                                                            | Adrián Palomares (ACG)  | 4 P. und 6 s |
| 2.                                                            | Matteo Montaguti (ALM)  | 2 P. und 4 s |
| 3.                                                            | Heinrich Haussler (GRM) | 1 P. und 2 s |

| 2. Zwischensprint in San Lorenzo de El Escorial nach 164,3 km in 1025 m ü. NN |                         |              |
| 1.                                                                            | Adrián Palomares (ACG)  | 4 P. und 6 s |
| 2.                                                                            | Heinrich Haussler (GRM) | 2 P. und 4 s |
| 3.                                                                            | Matteo Montaguti (ALM)  | 1 P. und 2 s |

| Zielsprint in San Lorenzo de El Escorial nach 177,3 km in 1125 m ü. NN |                             |                |
| 1.                                                                     | Joaquim Rodríguez (KAT)     | 25 P. und 20 s |
| 2.                                                                     | Michele Scarponi (LAM)      | 20 P. und 12 s |
| 3.                                                                     | Bauke Mollema (RAB)         | 16 P. und 8 s  |
| 4.                                                                     | Jurgen Van Den Broeck (OLO) | 14 P.          |
| 5.                                                                     | Jakob Fuglsang (LEO)        | 12 P.          |
| 6.                                                                     | Igor Antón (EUS)            | 10 P.          |
| 7.                                                                     | Nicolas Roche (ALM)         | 9 P.           |
| 8.                                                                     | Denis Menchow (GEO)         | 8 P.           |
| 9.                                                                     | Daniel Martin (GRM)         | 7 P.           |
| 10.                                                                    | Fredrik Kessiakoff (AST)    | 6 P.           |
| 11.                                                                    | Haimar Zubeldia (RSH)       | 5 P.           |
| 12.                                                                    | Maxime Monfort (LEO)        | 4 P.           |
| 13.                                                                    | Mikel Nieve (EUS)           | 3 P.           |
| 14.                                                                    | Marzio Bruseghin (MOV)      | 2 P.           |

### Bergwertungen
| Puerto de Mijares Kategorie 1 nach 57 km in 1575 m ü. NN |                         |       |
| 1.                                                       | Matteo Montaguti (ALM)  | 10 P. |
| 2.                                                       | Heinrich Haussler (GRM) | 6 P.  |
| 3.                                                       | Julien Fouchard (COF)   | 4 P.  |
| 4.                                                       | Adrián Palomares (ACG)  | 2 P.  |
| 5.                                                       | Koen de Kort (SKS)      | 1 P.  |

| Alto de San Bartolomé de Pinares Kategorie 2 nach 112 km in 1214 m ü. NN |                        |      |
| 1.                                                                       | Matteo Montaguti (ALM) | 5 P. |
| 2.                                                                       | Julien Fouchard (COF)  | 3 P. |
| 3.                                                                       | Adrián Palomares (ACG) | 1 P. |

| Alto de Santa María Kategorie 2 nach 146 km in 1435 m ü. NN |                         |      |
| 1.                                                          | Matteo Montaguti (ALM)  | 5 P. |
| 2.                                                          | Adrián Palomares (ACG)  | 3 P. |
| 3.                                                          | Heinrich Haussler (GRM) | 1 P. |

### Aufgaben
- 213 – Michał Gołaś (Vacansoleil-DCM) – nicht gestartet
- 042 – Nicolas Edet (Cofidis, le Crédit en Ligne)
- 153 – Óscar Freire (Rabobank)
- 191 – Tyler Farrar (Team Garmin-Cervélo)

## 9. Etappe
am 28. August von Villacastín nach La Covatilla  (183,0 km)
Der neunte Tagesabschnitt der Rundfahrt führte durch die Provinzen Ávila und Salamanca. Dabei waren zwei Sprintwertungen sowie eine Bergwertung der 1. und eine Bergwertung der 3. Kategorie zu absolvieren.
Wieder bildete sich eine vierköpfige Ausreißergruppe, die sich diesmal aus Sebastian Lang, Martijn Keizer, Pim Ligthart und José Vicente Toribio zusammensetzte. Zuvor konnte Matteo Montaguti die erste Bergwertung, die bereits sehr früh ausgefahren wurde, gewinnen und damit kurzfristig die Führung in der Bergpreiswertung übernehmen. Danach entstand die Fluchtgruppe durch einen Angriff von Lang, die zwischenzeitlich etwa zehn Minuten Vorsprung herausfahren konnte. Später bildete sich daraus ein Duo aus Ligthart und Lang, während die beiden anderen wieder zurückfielen. Danach konnte Lang beide Sprintwertungen für sich gewinnen. Letztere befand sich am Schlussanstieg und das Führungsduo verlor dort deutlich an Boden. Deren Vorsprung fiel auf unter vier Minuten, während die beiden anderen bereits wieder vom Feld eingeholt wurden, wo die Tempoarbeit nun von mehreren Teams gemacht wurde. Joaquim Rodríguez holte sich die letzten zwei Sekunden Zeitbonifikation des Zwischensprints. Tom Slagter und Dario Cataldo griffen dann an. An der Spitze ließ Lang nun auch seinen letzten Begleiter hinter sich, der wie die beiden Angreifer wieder eingeholt wurde. Etwa am steilsten Abschnitt des Anstiegs fielen wieder mehrere Fahrer zurück und Rein Taaramäe griff an, etwas später auch Michele Scarponi, gefolgt von zwei weiteren Fahrern. Nachdem alle wieder zusammengefahren sind, wobei auch Lang eingeholt wurde, griffen Daniel Martin und Nicolas Roche an. Mikel Nieve folgte ihnen uns überholte den kurz darauf eingeholten Roche. Gemeinsam mit Scarponi machte er sich auf, um Martin einzuholen, was sie aber nicht schafften. Vincenzo Nibali wagte den nächsten Angriff und konnte Martin schließlich einholen. Dahinter bildete sich ein Duo aus Sergio Pardilla und Kevin Seeldraeyers, das aber wieder eingeholt wurde. Später bildete sich eine größere Führungsgruppe, aus der wiederum Martin attackierte und den Tagessieg vor Bauke Mollema errang, der die Gesamtwertung mit einer Sekunde Vorsprung vor dem bisher führenden Rodríguez übernehmen konnte, der 50 Sekunden auf den Etappensieger verlor. Martin übernahm mit dem Sieg der Bergwertung des Schlussanstiegs auch die Führung in dieser Wertung, Mollema übernahm die Führung in der Kombinationswertung.

### Sprintwertungen
| 1. Zwischensprint in Guijuelo nach 136 km in 935 m ü. NN |                            |              |
| 1.                                                       | Sebastian Lang (OLO)       | 4 P. und 6 s |
| 2.                                                       | Pim Ligthart (VCD)         | 2 P. und 4 s |
| 3.                                                       | José Vicente Toribio (ACG) | 1 P. und 2 s |

| 2. Zwischensprint in Béjar nach 164,8 km in 900 m ü. NN |                         |              |
| 1.                                                      | Sebastian Lang (OLO)    | 4 P. und 6 s |
| 2.                                                      | Pim Ligthart (VCD)      | 2 P. und 4 s |
| 3.                                                      | Joaquim Rodríguez (KAT) | 1 P. und 2 s |

| Zielsprint in Sierra de Béjar nach 183 km in 1970 m ü. NN |                             |                |
| 1.                                                        | Daniel Martin (GRM)         | 25 P. und 20 s |
| 2.                                                        | Bauke Mollema (RAB)         | 20 P. und 12 s |
| 3.                                                        | Juan José Cobo (GEO)        | 16 P. und 8 s  |
| 4.                                                        | Bradley Wiggins (SKY)       | 14 P.          |
| 5.                                                        | Chris Froome (SKY)          | 12 P.          |
| 6.                                                        | Vincenzo Nibali (LIQ)       | 10 P.          |
| 7.                                                        | Rein Taaramäe (COF)         | 9 P.           |
| 8.                                                        | Denis Menchow (GEO)         | 8 P.           |
| 9.                                                        | Haimar Zubeldia (RSH)       | 7 P.           |
| 10.                                                       | Fredrik Kessiakoff (AST)    | 6 P.           |
| 11.                                                       | Wout Poels (VCD)            | 5 P.           |
| 12.                                                       | Kevin Seeldraeyers (QST)    | 4 P.           |
| 13.                                                       | Jurgen Van Den Broeck (OLO) | 3 P.           |
| 14.                                                       | Sergio Pardilla (MOV)       | 2 P.           |

### Bergwertungen
| Puerto de la Cruz de Hierro Kategorie 3 nach 8,6 km in 1470 m ü. NN |                        |      |
| 1.                                                                  | Matteo Montaguti (ALM) | 3 P. |
| 2.                                                                  | Sylvain Chavanel (QST) | 2 P. |
| 3.                                                                  | David Moncoutié (COF)  | 1 P. |

| Sierra de Béjar, La Covatilla – Llegada en alto Kategorie 1 nach 183 km in 1970 m ü. NN |                       |       |
| 1.                                                                                      | Daniel Martin (GRM)   | 15 P. |
| 2.                                                                                      | Bauke Mollema (RAB)   | 10 P. |
| 3.                                                                                      | Juan José Cobo (GEO)  | 6 P.  |
| 4.                                                                                      | Bradley Wiggins (SKY) | 4 P   |
| 5.                                                                                      | Chris Froome (SKY)    | 5 P   |

### Aufgaben
- 192 – Murilo Fischer (Team Garmin-Cervélo)

## 10. Etappe
am 29. August von Salamanca nach Salamanca (47,0 km EZF)
Der zehnte Tagesabschnitt war das einzige Einzelzeitfahren dieser Vuelta. Es fand in der Provinz Salamanca statt.
Nick Nuyens eröffnete das Rennen um 13:09 Uhr. Fabian Cancellara unterbot die bis dahin von Taylor Phinney gehaltene Bestzeit um sechs Sekunden auf 57:21 Minuten. Diese Zeit unterbot Tony Marin deutlich auf 55:54 Minuten. Diese Zeit konnte niemand mehr unterbieten, daher wurde Martin Etappensieger. Zwischen Martin und Cancellara schoben sich im weiteren Etappenverlauf noch Chris Froome und Bradley Wiggins, wobei Wiggins bei der ersten Zwischenzeit eine Sekunde vor Martin blieb, doch dieser war in den beiden folgenden Abschnitten deutlich schneller. Igor Antón blieb 6:18 Minuten hinter dem Etappensieger und verlor so auch deutlich in der Gesamtwertung, ebenso wie der Etappensieger des Vortages, Daniel Martin, mit 6:05 Minuten Rückstand. Auch Daniel Moreno verlor mit 5:26 Minuten auf den Etappensieger deutlich. Der bisher führende der Gesamtwertung, Bauke Mollema, der um 16:39 Uhr als Letzter auf die Strecke ging, verlor 3:09 Minuten auf Martin und damit das Rote Trikot an den Zweitplatzierten Froome. Auf den zweiten Platz der Gesamtwertung schob sich Jakob Fuglsang mit 1:37 Minuten Rückstand im Etappenklassement. Den dritten Platz erreichte Wiggins mit seinem dritten Platz und 1:22 Minuten Rückstand auf Martin. Joaquim Rodríguez, bisher Zweiter der Gesamtwertung, kam mit 5:24 Minuten Rückstand ins Ziel, Vincenzo Nibali verlor 2:24 Minuten auf den Sieger.

### Zwischenstände
| 1. Zwischenzeit Mozárbez nach Kilometer 13,3 in 900 m ü. NN |                             |             |
| 01.                                                         | Bradley Wiggins(SKY)        | 16:36 min   |
| 02.                                                         | Tony Martin (THR)           | + 00:01 min |
| 03.                                                         | Janez Brajkovič (RSH)       | + 00:14 min |
| 04.                                                         | Tiago Machado (RSH)         | + 00:19 min |
| 05.                                                         | Chris Froome (SKY)          | + 00:23 min |
| 06.                                                         | Maxime Monfort (LEO)        | + 00:24 min |
| 07.                                                         | Jakob Fuglsang (LEO)        | + 00:25 min |
| 08.                                                         | Denis Menchow (GEO)         | + 00:29 min |
| 09.                                                         | Juan José Cobo (GEO)        | + 00:29 min |
| 10.                                                         | Luis León Sánchez Gil (RAB) | + 00:30 min |

| 2. Zwischenzeit Aldeatejada nach Kilometer 30,0 in 940 m ü. NN |                             |             |
| 01.                                                            | Tony Martin (THR)           | 38:48 min   |
| 02.                                                            | Bradley Wiggins (SKY)       | + 00:19 min |
| 03.                                                            | Chris Froome (SKY)          | + 00:29 min |
| 04.                                                            | Jakob Fuglsang (LEO)        | + 00:44 min |
| 05.                                                            | Janez Brajkovič (RSH)       | + 00:50 min |
| 06.                                                            | Tiago Machado (RSH)         | + 00:51 min |
| 07.                                                            | Luis León Sánchez Gil (RAB) | + 01:07 min |
| 08.                                                            | Maxime Monfort (LEO)        | + 01:07 min |
| 09.                                                            | Fabian Cancellara (LEO)     | + 01:12 min |
| 10.                                                            | Andrew Talansky (GRM)       | + 01:15 min |

## 11. Etappe
am 31. August von Verín nach Manzaneda  (167,0 km)
Der elfte Tagesabschnitt der Rundfahrt führte durch die Provinz Ourense in Nordwestspanien. Dabei waren zwei Sprintwertungen sowie eine Bergwertung der Spezialkategorie, eine Bergwertung der 2. und zwei der 3. Kategorie zu absolvieren.
Nach mehreren Angriffen entstand eine 16-köpfige Spitzengruppe, aus der heraus Matteo Montaguti die ersten beiden Bergwertungen gewann. Später stießen drei weitere Fahrer zur Spitzengruppe, deren Vorsprung zu diesem Zeitpunkt über fünf Minuten betrug. Die beiden folgenden Sprintwertungen gewann jeweils Adrián Palomares. Anschließend stieg der Vorsprung der Ausreißer auf zeitweise über acht Minuten. Die dritte Bergwertung konnte ebenfalls Montaguti für sich entscheiden. Jonas Aaen Jørgensen und Palomares konnten sich am beginnenden Schlussanstieg von der restlichen Spitzengruppe absetzen, wobei Polomares sich wiederum auch von seinem Begleiter etwas absetzen konnte, der kurzzeitig im Straßengraben landete und wieder von den Verfolgern geschluckt wurde. Mathias Frank griff als Nächster aus dieser Gruppe an, gefolgt von Stuart O’Grady, etwas später auch David Moncoutié und Beñat Intxausti, wobei die letzten beiden das erste Duo überholten. Beide zogen schließlich auch an Palomares vorbei, allerdings schafften die beiden anderen ebenso wie Palomares und Sérgio Paulinho den Anschluss an die Spitze, die somit aus sechs Fahrern bestand, die sich nun gegenseitig angriffen, wobei sich Moncoutié schließlich absetzen konnte. Zu seinen Verfolgern gesellte sich auch Luis León Sánchez, der weiter nach vorn fuhr. In der Favoritengruppe, die weiterhin über fünf Minuten Rückstand zur Spitze hatte, griff Wladimir Karpez an, dem Chris Anker Sørensen, Daniel Moreno und Steven Kruijswijk folgten. Die Gruppe wurde aber wieder gestellt, dem mehrere andere Angriffe folgten. Daraus bildete sich eine Gruppe aus Moreno, Sørensen, Sergey Lagutin und Mikel Nieve. Daniel Martin und Bauke Mollema
waren die nächsten Angreifer, wobei der Niederländer seinen Konkurrenten überholte. Chris Froome, der Führende der Gesamtwertung, fiel nun zurück, während Bradley Wiggins Tempo machte. Unterdessen gewann Moncoutié die Etappe, Intxausti kam zusammen mit Sánchez als Nächstes ins Ziel. Frank und Paulinho aus der ursprünglichen ersten Sechsergruppe belegten die nächsten Plätze. Wiggins, der mit der Favoritengruppe mit 3:08 Minuten Rückstand ins Ziel kam, konnte das Rote Trikot mit 7 Sekunden Vorsprung vor Chris Froome übernehmen, der 27 Sekunden später ins Ziel kam. Montaguti übernahm die Führung in der Bergwertung.

### Sprintwertungen
| 1. Zwischensprint in Barco de Valdeorras nach 107 km in 315 m ü. NN |                        |              |
| 1.                                                                  | Adrián Palomares (ACG) | 4 P. und 6 s |
| 2.                                                                  | Joan Horrach (KAT)     | 2 P. und 4 s |
| 3.                                                                  | Jewgeni Petrow (AST)   | 1 P. und 2 s |

| 2. Zwischensprint in Freixido de Abaxio nach 124,5 km in 350 m ü. NN |                        |              |
| 1.                                                                   | Adrián Palomares (ACG) | 4 P. und 6 s |
| 2.                                                                   | Vicente Reynés (OLO)   | 2 P. und 4 s |
| 3.                                                                   | Michael Albasini (THR) | 1 P. und 2 s |

| Zielsprint im Estación de Montaña Manzaneda nach 167 km in 1750 m ü. NN |                         |                |
| 1.                                                                      | David Moncoutié (COF)   | 25 P. und 20 s |
| 2.                                                                      | Beñat Intxausti (MOV)   | 20 P. und 12 s |
| 3.                                                                      | Luis León Sánchez (RAB) | 16 P. und 8 s  |
| 4.                                                                      | Mathias Frank (BMC)     | 14 P.          |
| 5.                                                                      | Sérgio Paulinho (RSH)   | 12 P.          |
| 6.                                                                      | Matteo Montaguti (ALM)  | 10 P.          |
| 7.                                                                      | Amets Txurruka (EUS)    | 9 P.           |
| 8.                                                                      | Aitor Pérez (LAM)       | 8 P.           |
| 9.                                                                      | Joaquim Rodríguez (KAT) | 7 P.           |
| 10.                                                                     | David Bernabéu (ACG)    | 6 P.           |
| 11.                                                                     | Sergey Lagutin (VCD)    | 5 P.           |
| 12.                                                                     | Wouter Poels (VCD)      | 4 P.           |
| 13.                                                                     | Bradley Wiggins (SKY)   | 3 P.           |
| 14.                                                                     | Juan José Cobo (GEO)    | 2 P.           |

### Bergwertungen
| Alto de Fumaces Kategorie 3 nach 8,1 km in 860 m ü. NN |                        |      |
| 1.                                                     | Matteo Montaguti (ALM) | 3 P. |
| 2.                                                     | Egoi Martínez (EUS)    | 2 P. |
| 3.                                                     | Tanel Kangert (AST)    | 1 P. |

| Alto Da Gonza Kategorie 2 nach 61 km in 1130 m ü. NN |                        |      |
| 1.                                                   | Matteo Montaguti (ALM) | 5 P. |
| 2.                                                   | David Moncoutié (COF)  | 3 P. |
| 3.                                                   | David Bernabéu (ACG)   | 1 P. |

| Alto de Ermida Kategorie 3 nach 130,4 km in 565 m ü. NN |                        |      |
| 1.                                                      | David Moncoutié (COF)  | 3 P. |
| 2.                                                      | Matteo Montaguti (ALM) | 2 P. |
| 3.                                                      | Amets Txurruka (EUS)   | 1 P. |

| Estación de Montaña Manzaneda Cat. Especial nach 167 km in 1750 m ü. NN |                         |       |
| 1.                                                                      | David Moncoutié (COF)   | 20 P. |
| 2.                                                                      | Beñat Intxausti (MOV)   | 15 P. |
| 3.                                                                      | Luis León Sánchez (RAB) | 10 P. |
| 4.                                                                      | Mathias Frank (BMC)     | 6 P.  |
| 5.                                                                      | Sérgio Paulinho (RSH)   | 4 P.  |
| 6.                                                                      | Matteo Montaguti (ALM)  | 2 P.  |

### Aufgaben
- 024 – Juan José Lobato (Andalucía Caja Granada)
- 078 – Kanstanzin Siuzou (HTC-Highroad)

## 12. Etappe
am 1. September von Ponteareas nach Pontevedra  (167,3 km)
Der zwölfte Tagesabschnitt der Rundfahrt führte durch die Provinz Pontevedra. Dabei waren zwei Sprintwertungen sowie zwei Bergwertungen der 3. Kategorie zu absolvieren.
Nachdem Bauke Mollema die erste Sprintwertung gewonnen und damit wertvolle sechs Sekunden Zeitgutschrift bekommen hatte, bildete sich wieder eine vierköpfige Ausreißergruppe, diesmal aus Luis Ángel Maté, José Luis Roldán, Ruslan Pidhornyj und Adam Hansen. Pidhornyj gewann die beiden Bergwertungen des Tages, allerdings war er in dieser Wertung ohne Bedeutung. Der Vorsprung der Gruppe, der maximal etwa sieben Minuten betrug, schmolz schnell wieder zusammen, als das Team Sky Nachführarbeit leistete. Später stabilisierte sich der Vorsprung etwas. Im weiteren Etappenverlauf gewann Hansen die zweite Sprintwertung und war zeitweise als Solist an der Spitze. Das wurde von seinen Begleitern aber nicht gern gesehen und so setzten sie sich an die Spitze, während Hansen zurückfiel. Dann zogen die Sprinterteams das Tempo des Hauptfeldes an. An der Spitze versuchte nun Mate einen Alleingang, dem sich Pidhornyj anschloss. Allerdings wurden auch sie wenige Kilometer vor dem Ziel wieder eingefangen. Santo Anzà versuchte einen Angriff, der aber erfolglos verlief. Kurze Zeit später fuhr Peter Sagan nach vorn und gewann die Etappe. Hinter ihm gewann John Degenkolb den Sprint vor Daniele Bennati und Alessandro Petacchi. In der Gesamtwertung gewann Fredrik Kessiakoff vier Sekunden auf Vincenzo Nibali und schob sich damit auf den dritten Rang der Gesamtwertung, beide gewannen eine weitere Sekunde auf Bradley Wiggins und Chris Froome.

### Sprintwertungen
| 1. Zwischensprint in Porriño nach 7,2 km in 40 m ü. NN |                        |              |
| 1.                                                     | Bauke Mollema (RAB)    | 4 P. und 6 s |
| 2.                                                     | Nélson Oliveira (RSH)  | 2 P. und 4 s |
| 3.                                                     | Matthias Brändle (GEO) | 1 P. und 2 s |

| 2. Zwischensprint in Cambados nach 139,4 km in 30 m ü. NN |                        |              |
| 1.                                                        | Adam Hansen (OLO)      | 4 P. und 6 s |
| 2.                                                        | Luis Ángel Maté (COF)  | 2 P. und 4 s |
| 3.                                                        | Ruslan Pidhornyj (VCD) | 1 P. und 2 s |

| Zielsprint in Pontevedra nach 167,3 km in 51 m ü. NN |                           |                |
| 1.                                                   | Peter Sagan (LIQ)         | 25 P. und 20 s |
| 2.                                                   | John Degenkolb (THR)      | 20 P. und 12 s |
| 3.                                                   | Daniele Bennati (LEO)     | 16 P. und 8 s  |
| 4.                                                   | Alessandro Petacchi (LAM) | 14 P.          |
| 5.                                                   | Juan José Haedo (SBS)     | 12 P.          |
| 6.                                                   | Tom Boonen (QST)          | 10 P.4.        |
| 7.                                                   | Greg Van Avermaet (BMC)   | 9 P.           |
| 8.                                                   | Paul Martens (RAB)        | 8 P.           |
| 9.                                                   | Nikolas Maes (QST)        | 7 P.           |
| 10.                                                  | Lloyd Mondory (ALM)       | 6 P.           |
| 11.                                                  | Fredrik Kessiakoff (AST)  | 5 P.           |
| 12.                                                  | Vicente Reynés (OLO)      | 4 P.           |
| 13.                                                  | Bauke Mollema (RAB)       | 3 P.           |
| 14.                                                  | Sebastian Lang (OLO)      | 2 P.           |

### Bergwertungen
| Alto de Moscoso Kategorie 3 nach 55 km in 400 m ü. NN |                        |      |
| 1.                                                    | Ruslan Pidhornyj (VCD) | 3 P. |
| 2.                                                    | Luis Ángel Maté (COF)  | 2 P. |
| 3.                                                    | José Luis Roldán (ACG) | 1 P. |

| Alto Ponte Caldeas Kategorie 3 nach 88,2 km in 320 m ü. NN |                        |      |
| 1.                                                         | Ruslan Pidhornyj (VCD) | 3 P. |
| 2.                                                         | Adam Hansen (OLO)      | 2 P. |
| 3.                                                         | Luis Ángel Maté (COF)  | 1 P. |

## 13. Etappe
am 2. September von Sarria nach Ponferrada  (158,2 km)
Der 13. Tagesabschnitt der Rundfahrt führte durch die Provinzen Lugo und León. Dabei waren zwei Sprintwertungen sowie zwei Bergwertungen der 1. Kategorie und drei Bergwertungen der 3. Kategorie zu absolvieren.
Bei der ersten Sprintwertung konnte Vincenzo Nibali als Gewinner sechs Sekunden Zeitgutschrift für sich verbuchen, Maxime Monfort erhielt noch zwei Sekunden. Danach bildete sich eine 27-köpfige Spitzengruppe, aus der heraus Matteo Montaguti vor David Moncoutié die erste und Beñat Intxausti vor Montaguti die zweite Bergwertung gewann. Die dritte Bergwertung, eine der 1. Kategorie, gewann David Le Lay, wieder vor Moncoutié, der sich bereits zu diesem Zeitpunkt an die Spitze der Bergwertung setzte. Bestplatzierter der Ausreißergruppe, aus der bei dieser Bergwertung einige Fahrer herausfielen, war Daniel Moreno. Unterdessen griffen aus dem Feld Guillaume Bonnafond und Sergio Pardilla an, der in der Gesamtwertung noch besser als Le Lay platziert war. Dem folgten weitere Angriffe, unter ihnen Martin Kohler, Joaquim Rodríguez, Bauke Mollema und Juan José Cobo, der für kurze Zeit allein fuhr. Die vierte Bergwertung, ebenfalls eine der ersten Kategorie, gewann Daniel Moreno, Zweiter wurde wieder Moncoutié. In der Abfahrt bildete sich eine Verfolgergruppe um Nibali und Mollema, die aber bald wieder gestellt wurde. Auch der Vorsprung der auf 20 Fahrer geschrumpften Ausreißergruppe zeitweise unter zwei Minuten, maximal betrug er über drei Minuten. Später gewann Moncoutié auch die letzte Bergwertung des Tages und Moreno die zweite Sprintwertung. In Zielnähe griff Oliver Zaugg als Erster aus der Spitzengruppe heraus an, deren Vorsprung erneut unter zwei Minuten fiel. Dem folgten weitere Attacken. Im Zielsprint konnte sich schließlich Michael Albasini durchsetzen. Wouter Poels überquerte kurz vor der Favoritengruppe die Ziellinie, noch einen Rückstand von 1:33 Minuten hatte. Nibali konnte sich durch die Zeitgutschrift auf Platz zwei der Gesamtwertung vorschieben, neuer Führender in der Kombinationswertung wurde Moreno.

### Sprintwertungen
| 1. Zwischensprint in Becerreá nach 25,3 km in 850 m ü. NN |                       |              |
| 1.                                                        | Vincenzo Nibali (LIQ) | 4 P. und 6 s |
| 2.                                                        | Sérgio Paulinho (RSH) | 2 P. und 4 s |
| 3.                                                        | Maxime Monfort (LEO)  | 1 P. und 2 s |

| 2. Zwischensprint in Ocero nach 131 km in 850 m ü. NN |                          |              |
| 1.                                                    | Daniel Moreno (KAT)      | 4 P. und 6 s |
| 2.                                                    | Kevin Seeldraeyers (QST) | 2 P. und 4 s |
| 3.                                                    | Nicolas Roche (ALM)      | 1 P. und 2 s |

| Zielsprint in Ponferrada nach 158,2 km in 520 m ü. NN |                          |                |
| 1.                                                    | Michael Albasini (THR)   | 25 P. und 20 s |
| 2.                                                    | Eros Capecchi (LIQ)      | 20 P. und 12 s |
| 3.                                                    | Daniel Moreno (KAT)      | 16 P. und 8 s  |
| 4.                                                    | David de la Fuente (GEO) | 14 P.          |
| 5.                                                    | Nicolas Roche (ALM)      | 12 P.          |
| 6.                                                    | Oliver Zaugg (LEO)       | 10 P.          |
| 7.                                                    | Ángel Madrazo (MOV)      | 9 P.           |
| 8.                                                    | David Blanco (GEO)       | 8 P.           |
| 9.                                                    | Mikel Nieve (EUS)        | 7 P.           |
| 10.                                                   | Marc de Maar (QST)       | 6 P.           |
| 11.                                                   | David Moncoutié (COF)    | 5 P.           |
| 12.                                                   | David López García (MOV) | 4 P.           |
| 13.                                                   | Olivier Kaisen (OLO)     | 3 P.           |
| 14.                                                   | Kevin Seeldraeyers (QST) | 2 P.           |

### Bergwertungen
| Alto O'Pico Da Peña Kategorie 3 nach 15,3 km in 950 m ü. NN |                          |      |
| 1.                                                          | Matteo Montaguti (LAM)   | 3 P. |
| 2.                                                          | David Moncoutié (COF)    | 2 P. |
| 3.                                                          | David de la Fuente (GEO) | 1 P. |

| Alto de O lago Kategorie 3 nach 34,6 km in 1015 m ü. NN |                        |      |
| 1.                                                      | Beñat Intxausti (MOV)  | 3 P. |
| 2.                                                      | Matteo Montaguti (ALM) | 2 P. |
| 3.                                                      | David Moncoutié (COF)  | 1 P. |

| Alto de Folgueiras de Aigas Kategorie 1 nach 70,1 km in 955 m ü. NN |                            |       |
| 1.                                                                  | David Le Lay (ALM)         | 10 P. |
| 2.                                                                  | David Moncoutié (COF)      | 6 P.  |
| 3.                                                                  | David de la Fuente (GEO)   | 4 P.  |
| 4.                                                                  | Daniel Moreno (KAT)        | 2 P.  |
| 5.                                                                  | Chris Anker Sørensen (SBS) | 1 P.  |

| Puerto de Ancares Kategorie 1 nach 96,6 km in 1670 m ü. NN |                            |       |
| 1.                                                         | Daniel Moreno (KAT)        | 10 P. |
| 2.                                                         | David Moncoutié (COF)      | 6 P.  |
| 3.                                                         | Marc de Maar (QST)         | 4 P.  |
| 4.                                                         | David de la Fuente (GEO)   | 2 P.  |
| 5.                                                         | Chris Anker Sørensen (SBS) | 1 P.  |

| Puerto de Lumeras Kategorie 3 nach 116,7 km in 1045 m ü. NN |                            |      |
| 1.                                                          | David Moncoutié (KAT)      | 3 P. |
| 2.                                                          | Chris Anker Sørensen (SBS) | 2 P. |
| 3.                                                          | Marc de Maar (QST)         | 1 P. |

### Aufgaben
- 033 – Taylor Phinney (BMC Racing Team)
- 175 – Marcel Kittel (Skil-Shimano)
- 204 – Andreas Klöden (Team RadioShack)

## 14. Etappe
am 3. September von Astorga nach La Farrapona  (175,8 km)
Der 14. Tagesabschnitt der Rundfahrt führte durch die Provinzen León und Asturien. Dabei waren zwei Sprintwertungen sowie je eine Bergwertung der Spezialkategorie, der 1. und der 2. Kategorie zu absolvieren.
Es bildete sich eine 17-köpfige Spitzengruppe, die einen maximalen Vorsprung von über acht Minuten herausfuhren. Von ihnen gewann Lloyd Mondory die erste Sprintwertung und David de la Fuente die erste Bergwertung, wobei der Vorsprung zu sinken begann. David de la Fuente und Rein Taaramäe bildeten später die alleinige Spitze. Beñat Intxausti und Marzio Bruseghin aus dem Movistar Team nahmen vom Hauptfeld aus die Verfolgung auf. Hinter der Favoritengruppe bildete sich an der zweiten Bergwertung eine Gruppe um Igor Antón. Daniel Moreno griff als Nächster an und konnte die ersten Ausreißer einholen, unter denen Teamkollege Aljaksandr Kuschynski war, der für ihn Tempo machen konnte. Im weiteren Verlauf fielen weitere Fahrer aus der Spitzengruppe zurück, darunter Janez Brajkovič. Die Bergwertung gewann Taaramäe, der sich in der Abfahrt leicht absetzen konnte. Dahinter erhöhte Joaquim Rodríguez das Tempo der Favoritengruppe erneut, dem die Favoriten aber folgen konnten. Dazwischen befand sich weiterhin die Gruppe um Intxausti, in der Eduard Worganow das Tempo machte, und eine Gruppe m Moreno, die weitere Ausreißer einholte. Die zweite Sprintwertung gewann etwas später de la Fuente. Im Schlussanstieg wurde die Gruppe um Worganow von der Favoritengruppe gestellt. An einem steilen Abschnitt fiel dann auch Daniele Righi aus der Moreno-Gruppe, zu der auch Bruseghin gehörte und die Tempoarbeit übernahm, zurück. Später wurde diese Gruppe von den Favoriten eingeholt, Amets Txurruka griff als Nächstes an. In Zielnähe attackierte aus der übrig gebliebenen Verfolgergruppe zunächst Moreno, dann Juan José Cobo, der Txurruka stellte. Vorjahressieger Vincenzo Nibali fiel nun auch zurück. De la Fuente ließ sich zurückfallen, um für Cobo Arbeit zu leisten, während Chris Froome die Favoritengruppe anführte, bevor er von Bradley Wiggins abgelöst wurde. Taaramäe gewann die Etappe und damit auch die letzte Bergwertung mit 25 Sekunden Vorsprung vor Cobo. De la Fuente und Wouter Poels belegten die weiten Plätze vor der kleinen Gruppe um Wiggins, der mit 45 Sekunden Rückstand das Rote Trikot verteidigen konnte. Bauke Mollema übernahm bei Punktgleichheit das Weiße Trikot der Kombinationswertung. Nibali kam mit einem Rückstand von 2:06 Minuten ins Ziel.

### Sprintwertungen
| 1. Zwischensprint in Pobladura de Luna nach 87 km in 1125 m ü. NN |                           |              |
| 1.                                                                | Lloyd Mondory (ALM)       | 4 P. und 6 s |
| 2.                                                                | Guillaume Bonnafond (ALM) | 2 P. und 4 s |
| 3.                                                                | Luis León Sánchez (RAB)   | 1 P. und 2 s |

| 2. Zwischensprint in Castro (Ext.) nach 155 km in 650 m ü. NN |                          |              |
| 1.                                                            | David de la Fuente (GEO) | 4 P. und 6 s |
| 2.                                                            | Rein Taaramäe (COF)      | 2 P. und 4 s |
| 3.                                                            | Lloyd Mondory (ALM)      | 1 P. und 2 s |

| Zielsprint in La Farrapona nach 175,8 km in 1715 m ü. NN |                             |                |
| 1.                                                       | Rein Taaramäe (COF)         | 25 P. und 20 s |
| 2.                                                       | Juan José Cobo (GEO)        | 20 P. und 12 s |
| 3.                                                       | David de la Fuente (GEO)    | 16 P. und 8 s  |
| 4.                                                       | Wouter Poels (VCD)          | 14 P.          |
| 5.                                                       | Bradley Wiggins (SKY)       | 12 P.          |
| 6.                                                       | Chris Froome (SKY)          | 10 P.          |
| 7.                                                       | Bauke Mollema (RAB)         | 9 P.           |
| 8.                                                       | Denis Menschow (GEO)        | 8 P.           |
| 9.                                                       | Mikel Nieve (EUS)           | 7 P.           |
| 10.                                                      | Jurgen Van Den Broeck (OLO) | 6 P.           |
| 11.                                                      | Sergio Pardilla (MOV)       | 5 P.           |
| 12.                                                      | Sergey Lagutin (VCD)        | 4 P.           |
| 13.                                                      | Daniel Moreno (KAT)         | 3 P.           |
| 14.                                                      | Maxime Monfort (LEO)        | 2 P.           |
| 15.                                                      | Jakob Fuglsang (LEO)        | 1 P.           |
| 16.                                                      | Vicente Reynés (OLO)        | −5 P.          |
| 17.                                                      | Enrico Gasparotto (AST)     | −5 P.          |
| 18.                                                      | Nélson Oliveira (RSH)       | −5 P.          |

### Bergwertungen
| Puerto de la Ventana Kategorie 2 nach 111,1 km in 1590 m ü. NN |                          |      |
| 1.                                                             | David de la Fuente (GEO) | 5 P. |
| 2.                                                             | Yohann Bagot (COF)       | 3 P. |
| 3.                                                             | Leigh Howard (THR)       | 1 P. |

| Puerto de San Lorenzo Kategorie 1 nach 142,1 km in 1350 m ü. NN |                           |       |
| 1.                                                              | Rein Taaramäe (COF)       | 10 P. |
| 2.                                                              | David de la Fuente (GEO)  | 6 P.  |
| 3.                                                              | Eduard Worganow (KAT)     | 4 P.  |
| 4.                                                              | Guillaume Bonnafond (ALM) | 2 P.  |
| 5.                                                              | Iñaki Isasi (EUS)         | 1 P.  |

| La Farrapona, Lagos de Somiedo Spezialkategorie nach 175,8 km in 1715 m ü. NN |                          |       |
| 1.                                                                            | Rein Taaramäe (COF)      | 15 P. |
| 2.                                                                            | Juan José Cobo (GEO)     | 10 P. |
| 3.                                                                            | David de la Fuente (GEO) | 6 P.  |
| 4.                                                                            | Wouter Poels (VCD)       | 4 P.  |
| 5.                                                                            | Bradley Wiggins (SKY)    | 2 P.  |

### Aufgaben
- 091 – Michele Scarponi (Lampre-ISD)
- 039 – Karsten Kroon (BMC Racing Team)

## 15. Etappe
am 4. September von Avilés nach Alto de Angliru (142,2 km)
Der 15. Tagesabschnitt der Rundfahrt führte durch die Provinz Asturien. Dabei waren zwei Sprintwertungen sowie je eine Bergwertung der Spezialkategorie, der 1. und der 2. Kategorie zu absolvieren.
Simon Geschke, Dimitri Champion und Andrew Talansky bildeten die Ausreißergruppe des Tages, sie konnte einen Vorsprung von über fünf Minuten herausfahren, wobei Talansky die erste Sprintwertung gewann. Verfolgt wurden die drei von Jesús Rosendo, der aber nicht viel Vorsprung herausfahren konnte und wieder eingeholt wurde. Die erste Bergwertung gewann anschließend Geschke, der sich von seinen Begleitern lösen konnte, die unter der Tempoarbeit von Katjuscha und Euskaltel-Euskadi am Anstieg zur zweiten Bergwertung bereits eingefangen wurden, während Geschke sich noch etwas länger vorn halten konnte. Mathias Frank versuchte den nächsten Angriff, bevor Marzio Bruseghin durch einen weiteren Angriff Geschke einholen konnte. Die Bergwertung gewann allerdings David Moncoutié, der mit Daniel Martin (Radsportler), Carlos Sastre und Marzio Bruseghin unterwegs war. In der Abfahrt machte das Team Liquigas-Cannondale unter der Führung von Peter Sagan Tempo und konnte Bruseghin einholen, der kurze Zeit später im beginnenden Schlussanstieg auch aus der Hauptgruppe herausfiel. Vorn versuchte es Sastre nun allein. Hinter ihm setzte sich Carlos Barredo ab. Etwas später griff auch Igor Antón an, der zum führenden Sastre aufschließen und auch hinter sich lassen konnte. Juan José Cobo nahm die Verfolgung auf, der Bradley Wiggins und Chris Froome hinter sich lassen konnte, die wiederum seine Verfolgung aufnahmen. Vincenzo Nibali verlor unterdessen weiter an Boden. Cobo überholte auch Sastre und Antón, die beide wieder eingeholt wurden, und setzte sich damit an die Spitze. Antón verlor im weiteren Verlauf des Anstiegs den Anschluss an die Favoritengruppe, etwas später auch Joaquim Rodríguez. Wouter Poels und Denis Menchow ließen in einem sehr steilen Abschnitt auch Wiggins und Froome hinter sich. Froome konnte ihnen folgen, während Wiggins den Anschluss verlor. Cobo gewann die Etappe mit einem Vorsprung von 48 Sekunden auf die Dreiergruppe. Wiggins kam mit Antón mit einem Rückstand von 1:21 Minuten ins Ziel, der damit das Rote Trikot an Cobo abgeben musste, der zusätzlich auch Führender in der Kombinationswertung wurde.

### Sprintwertungen
| 1. Zwischensprint in Cabrunana nach 45,6 km in 375 m ü. NN |                        |              |
| 1.                                                         | Andrew Talansky (GRM)  | 4 P. und 6 s |
| 2.                                                         | Simon Geschke (SKS)    | 2 P. und 4 s |
| 3.                                                         | Dimitri Champion (ALM) | 1 P. und 2 s |

| 2. Zwischensprint in Mieres nach 104,6 km in 195 m ü. NN |                        |              |
| 1.                                                       | Andrew Talansky (GRM)  | 4 P. und 6 s |
| 2.                                                       | Dimitri Champion (ALM) | 2 P. und 4 s |
| 3.                                                       | Simon Geschke (SKS)    | 1 P. und 2 s |

| Zielsprint in Alto de Angliru nach 142,2 km in 1557 m ü. NN |                             |                |
| 1.                                                          | Juan José Cobo (GEO)        | 25 P. und 20 s |
| 2.                                                          | Wouter Poels (VCD)          | 20 P. und 12 s |
| 3.                                                          | Denis Menchow (GEO)         | 16 P. und 8 s  |
| 4.                                                          | Chris Froome (SKY)          | 14 P.          |
| 5.                                                          | Bradley Wiggins (SKY)       | 12 P.          |
| 6.                                                          | Igor Antón (EUS)            | 10 P.          |
| 7.                                                          | Maxime Monfort (LEO)        | 9 P.           |
| 8.                                                          | Joaquim Rodríguez (KAT)     | 8 P.           |
| 9.                                                          | Sergey Lagutin (VCD)        | 7 P.           |
| 10.                                                         | Bauke Mollema (RAB)         | 6 P.           |
| 11.                                                         | Tony Martin (GRM)           | 5 P.           |
| 12.                                                         | Fabio Duarte (GEO)          | 4 P.           |
| 13.                                                         | Mikel Nieve (EUS)           | 3 P.           |
| 14.                                                         | Jurgen Van Den Broeck (OLO) | 2 P.           |

### Bergwertungen
| Alto de Tenebredo Kategorie 2 nach 79,1 km in 510 m ü. NN |                        |      |
| 1.                                                        | Simon Geschke (SKS)    | 5 P. |
| 2.                                                        | Andrew Talansky (GRM)  | 3 P. |
| 3.                                                        | Dimitri Champion (ALM) | 1 P. |

| Alto del Cordal Kategorie 1 nach 120,9 km in 780 m ü. NN |                        |       |
| 1.                                                       | David Moncoutié (COF)  | 10 P. |
| 2.                                                       | Carlos Sastre (GEO)    | 6 P.  |
| 3.                                                       | Daniel Martin (GRM)    | 4 P.  |
| 4.                                                       | Marzio Bruseghin (MOV) | 2 P.  |
| 5.                                                       | Juan José Cobo (GEO)   | 1 P.  |

| Alto de L’Angliru Spezialkategorie nach 142 km in 1575 m ü. NN |                       |       |
| 1.                                                             | Juan José Cobo (GEO)  | 15 P. |
| 2.                                                             | Wouter Poels (VCD)    | 10 P. |
| 3.                                                             | Denis Menchow (GEO)   | 6 P.  |
| 4.                                                             | Chris Froome (SKY)    | 4 P.  |
| 5.                                                             | Bradley Wiggins (SKY) | 2 P.  |

## 16. Etappe
am 6. September von Villa Romana La Olmeda nach Haro (203,6 km)
Der 16. Tagesabschnitt der Rundfahrt führte durch die Provinzen Palencia, Burgos und La Rioja. Dabei waren zwei Sprintwertungen zu absolvieren.
Antonio Cabello, Jesús Rosendo und Julien Fouchard bildeten die Fluchtgruppe des Tages und erreichten einen Vorsprung von über vier Minuten. In dieser Reihenfolgen fuhren sie auch über den ersten Zwischensprint. Alessandro Spezialetti stürzte schwer und musste das Rennen aufgeben. Im weiteren Etappenverlauf nahmen mehrere Teams die Verfolgung der Ausreißer auf. Die drei Spitzenreiter attackierten sich auch gegenseitig, aus denen Rosendo als Sieger hervorging und die alleinige Spitze übernahm. In einen weiteren Sturz wurden Joaquim Rodríguez und Rafał Majka verwickelt waren. Während Fouchard und Cabello schon früher wieder eingeholt wurden, wurde Rosendo erst etwa 500 Meter vor dem zweiten Zwischensprint gestellt, den David de la Fuente gewann. Den Zielsprint führte das Team Leopard Trek an, wobei das Feld zerriss. 500 Meter vor dem Ziel kam es zu einer in einem Kreisverkehr zur Berührung von Peter Sagan und Daniele Bennati, wobei es aber nicht zu einem Sturz kam. Da dort die Fahrtrichtung nicht klar ausgewiesen war, kam es zu einigem Chaos und Fahrfehlern von vielen Fahrern. Juan José Haedo nutzte die Situation aus und gewann die Etappe vor einer Dreiergruppe aus Alessandro Petacchi, Daniele Bennati und Vicente Reynés. Die folgende Gruppe, die mit zwei Sekunden Rückstand gewertet wurde, wurde von Leigh Howard angeführt, in dem sich auch Juan José Cobo befand. Chris Froome kam weitere zwei Sekunden später ins Ziel, nochmals drei Sekunden später erreichte es Bradley Wiggins.

### Sprintwertungen
| 1. Zwischensprint in Arlanzón nach 120,2 km in 980 m ü. NN |                       |              |
| 1.                                                         | Antonio Cabello (ACG) | 4 P. und 6 s |
| 2.                                                         | Jesús Rosendo (ACG)   | 2 P. und 4 s |
| 3.                                                         | Julien Fouchard (COF) | 1 P. und 2 s |

| 2. Zwischensprint in Anguciana nach 193,5 km in475 m ü. NN |                          |              |
| 1.                                                         | David de la Fuente (ACG) | 4 P. und 6 s |
| 2.                                                         | Heinrich Haussler (GRM)  | 2 P. und 4 s |
| 3.                                                         | Maxime Monfort (LEO)     | 1 P. und 2 s |

| Zielsprint in Haro nach 203,6 km in 470 m ü. NN |                           |                |
| 1.                                              | Juan José Haedo (SBS)     | 25 P. und 20 s |
| 2.                                              | Alessandro Petacchi (LAM) | 20 P. und 12 s |
| 3.                                              | Daniele Bennati (LEO)     | 16 P. und 8 s  |
| 4.                                              | Vicente Reynés (OLO)      | 14 P.          |
| 5.                                              | Leigh Howard (THR)        | 12 P.          |
| 6.                                              | Koen de Kort (SKS)        | 10 P.          |
| 7.                                              | Lloyd Mondory (ALM)       | 9 P.           |
| 8.                                              | Nikolas Maes (QST)        | 8 P.           |
| 9.                                              | Christopher Sutton (SKY)  | 7 P.           |
| 10.                                             | Juan José Cobo (GEO)      | 6 P.           |
| 11.                                             | Nicolas Roche (ALM)       | 5 P.           |
| 12.                                             | Greg Van Avermaet (BMC)   | 4 P.           |
| 13.                                             | Chris Froome (SKY)        | 3 P.           |
| 14.                                             | Vincenzo Nibali (LIQ)     | 2 P.           |

### Aufgaben
- 098 – Alessandro Spezialetti (Lampre-ISD) das Ziel nicht erreicht
- 141 – Tom Boonen (Quick Step) nicht angetreten

## 17. Etappe
am 7. September von Faustino V nach Peña Cabarga  (211,0 km)
Der 17. und längste Tagesabschnitt der Rundfahrt führte nach dem neutralen Start in der Provinz Álava durch die Provinz La Rioja. Dabei waren zwei Sprintwertungen sowie je eine Bergwertung der Spezialkategorie, der 2. und der 3. Kategorie zu absolvieren.
Die Etappe wurde in sehr schnellem Tempo gefahren, weshalb sich die Spitzengruppe erst nach etwa 120 Kilometern bilden und auch keinen großen Vorsprung herausfahren konnte. Die Gruppe bestand aus acht Fahrern, wobei Matteo Montaguti die erste Bergwertung gewann, die erste Sprintwertung gewann Olivier Kaisen. Die zweite Bergwertung gewann Guillaume Bonnafond vor David Moncoutié. In der Abfahrt konnten sich Andrei Kaschetschkin und Pablo Lastras von den sechs Begleitern lösen, die bereits wieder eingeholt wurden. Kurz darauf wurden aber auch diese beiden eingefangen. Ein anschließender Fluchtversuch von Greg Van Avermaet scheiterte. Das Team Katjuscha fuhr mit hohem Tempo über die zweite Sprintwertung, wobei Luca Paolini als Erster die Linie überquerte. Am beginnenden Schlussanstieg schalteten sich auch andere Teams in die Führungsarbeit ein, wodurch das Feld schnell kleiner wurde. Daniel Martin ließ nun das Feld hinter sich, gefolgt von Marzio Bruseghin und Chris Anker Sørensen, die nacheinander den Führenden erreichten. Von Jurgen Van Den Broeck erfolgte der nächste Angriff, wobei er sich an die Spitze setzen konnte. Kurz darauf wurden aber alle Ausreißer wieder eingeholt, als das Team Euskaltel-Euskadi die Kontrolle übernahm. Chris Froome und Juan José Cobo griffen als Nächstes an. Froome konnte daraufhin den Sieg gegen Cobo erringen. Durch die Zeitgutschriften kam er in der Gesamtwertung bis auf 13 Sekunden an Cobo heran. Den dritten Platz erreichte Bauke Mollema und übernahm damit das Punktetrikot. Bradley Wiggins verlor 39 Sekunden auf den Etappensieger, konnte aber den dritten Platz in der Gesamtwertung verteidigen.

### Sprintwertungen
| 1. Zwischensprint in Espinosa de los Monteros nach 145,7 km in 750 m ü. NN |                           |              |
| 1.                                                                         | Olivier Kaisen (OLO)      | 4 P. und 6 s |
| 2.                                                                         | Greg Van Avermaet (BMC)   | 2 P. und 4 s |
| 3.                                                                         | Johannes Fröhlinger (SKS) | 1 P. und 2 s |

| 2. Zwischensprint in Solares nach 200,2 km in 50 m ü. NN |                          |              |
| 1.                                                       | Luca Paolini (KAT)       | 4 P. und 6 s |
| 2.                                                       | Eduard Worganow (KAT)    | 2 P. und 4 s |
| 3.                                                       | David de la Fuente (GEO) | 1 P. und 2 s |

| Zielsprint in Peña Cabarga nach 211 km in 565 m ü. NN |                             |                |
| 1.                                                    | Chris Froome (SKY)          | 25 P. und 20 s |
| 2.                                                    | Juan José Cobo (GEO)        | 20 P. und 12 s |
| 3.                                                    | Bauke Mollema (RAB)         | 16 P. und 8 s  |
| 4.                                                    | Daniel Martin (GRM)         | 14 P.          |
| 5.                                                    | Igor Antón (EUS)            | 12 P.          |
| 6.                                                    | Mikel Nieve (ESU)           | 10 P.          |
| 7.                                                    | Marzio Bruseghin (MOV)      | 9 P.           |
| 8.                                                    | Jurgen Van Den Broeck (OLO) | 8 P.           |
| 9.                                                    | Denis Menschow (GEO)        | 7 P.           |
| 10.                                                   | Beñat Intxausti (MOV)       | 6 P.           |
| 11.                                                   | Daniel Moreno (KAT)         | 5 P.           |
| 12.                                                   | Bradley Wiggins (SKY)       | 4 P.           |
| 13.                                                   | Chris Anker Sørensen (SBS)  | 3 P.           |
| 14.                                                   | David Moncoutié (COF)       | 2 P.           |
| 15.                                                   | Vincenzo Nibali (LIQ)       | 1 P.           |

### Bergwertungen
| Portillo de Busto Kategorie 3 nach 81,6 km in 1000 m ü. NN |                        |      |
| 1.                                                         | Matteo Montaguti (ALM) | 3 P. |
| 2.                                                         | Damiano Caruso (LIQ)   | 2 P. |
| 3.                                                         | Pablo Lastras (MOV)    | 1 P. |

| Portillo de Lunada Kategorie 2 nach 162,3 km in 1330 m ü. NN |                           |      |
| 1.                                                           | Guillaume Bonnafond (ALM) | 5 P. |
| 2.                                                           | David Moncoutié (COF)     | 3 P. |
| 3.                                                           | Marzio Bruseghin (MOV)    | 1 P. |

| Peña Cabarga Bergankunft nach 211 km 565 m ü. NN |                      |       |
| 1.                                               | Chris Froome (SKY)   | 15 P. |
| 2.                                               | Juan José Cobo (GEO) | 10 P. |
| 3.                                               | Bauke Mollema (RAB)  | 6 P.  |
| 4.                                               | Daniel Martin (GRM)  | 4 P.  |
| 5.                                               | Igor Antón (EUS)     | 2 P.  |

### Aufgaben
- 102 – Fabian Cancellara (Leopard Trek) DNS
- 166 – Rafał Majka (Saxo Bank-SunGard) DNS
- 047 – Rein Taaramäe (Cofidis, le Crédit en Ligne) DNF
- 114 – Ignatas Konovalovas (Movistar) DNF
- 116 – David López García (Movistar) DNF
- 117 – Sergio Pardilla (Movistar) DNF

## 18. Etappe
am 8. September von Solares nach Noja (174,6 km)
Der 18. Tagesabschnitt der Rundfahrt führte durch die Provinz Kantabrien. Dabei waren zwei Sprintwertungen sowie fünf Bergwertungen, davon eine der 1., eine der 2. und drei der 3. Kategorie, zu absolvieren.
Es bildete sich eine 17-köpfige Ausreißergruppe, aus der heraus Matteo Montaguti zunächst die erste Bergwertung gewann bei der zweiten Bergwertungen hinter Nico Sijmens Zweiter wurde, wodurch er begann, seinen Rückstand auf David Moncoutié deutlich zu verkürzen. Die erste Sprintwertung gewann Joaquim Rodríguez, der damit in der Wertung um das Grüne Trikot wichtige Punkte sammelte. Der Vorsprung der Gruppe betrug über neun Minuten. Am dritten Berg, einer Bergwertung der 1. Kategorie, gab es einen Angriff des Trios Robert Kišerlovski, Montaguti und Sijmens, dem andere Fahrer folgten. Es gewann erneut Sijmens vor Montaguti. Nicolas Roche und Wout Poels griffen aus dem vom Team Geox-TMC kontrollierten Feld heraus an, dessen Rückstand auf über elf Minuten stieg. Danach übernahm das Team Euskaltel-Euskadi die Tempoarbeit und holte die beiden Verfolger wieder ein. An der Spitze gewann unterdessen Rodríguez auch die zweite Sprintwertung. Die vierte Bergwertung gewann wieder Sijmens vor Montaguti. Die erste Gruppe bestand nun aus elf Fahrern, die sechs Verfolger hatten über eine Minute Rückstand. Vor der fünften und letzten Bergwertung des Tages griff Sérgio Paulinho an und erreichte sie etwa 43 Sekunden vor dem erneut von Sijmens und Montaguti geführten ersten Verfolgern. Bald danach sank sein Vorsprung wieder. Später versuchte Francis De Greef einen Angriff, um zu Paulinho nach vorn zu kommen, scheiterte aber. Erfolgreicher lief der Angriff von Kristof Vandewalle und Francesco Gavazzi etwas später, die ihn überholen konnten, wobei Gavazzi den Tagessieg errang. Paulinho wurde dann auch von den restlichen Fahrern der ersten Verfolgergruppe überholt und erreichte mit 1:08 Minuten Rückstand als Elfter das Ziel. Mit dem achten Platz sicherte sich Rodríguez das Grüne Trikot. Von den ursprünglich sechs Verfolgern der zweiten Gruppe blieben noch drei Fahrer übrig, die mit 4:03 Minuten Rückstand das Ziel erreichten. Simon Geschke führe schließlich das Feld an, das mit 7:42 Minuten Rückstand das Ziel erreichte.

### Sprintwertungen
| 1. Zwischensprint in Hermosa nach 101 km in 60 m ü. NN |                          |              |
| 1.                                                     | Joaquim Rodríguez (KAT)  | 4 P. und 6 s |
| 2.                                                     | Robert Kišerlovski (AST) | 2 P. und 4 s |
| 3.                                                     | Albert Timmer (SKS)      | 1 P. und 2 s |

| 2. Zwischensprint in Riba nach 134,3 km in130 m ü. NN |                          |              |
| 1.                                                    | Joaquim Rodríguez (KAT)  | 4 P. und 6 s |
| 2.                                                    | Robert Kišerlovski (AST) | 2 P. und 4 s |
| 3.                                                    | Sérgio Paulinho (RSH)    | 1 P. und 2 s |

| Zielsprint in Noja nach 174,6 km in 10 m ü. NN |                          |                |
| 1.                                             | Francesco Gavazzi (LAM)  | 25 P. und 20 s |
| 2.                                             | Kristof Vandewalle (QST) | 20 P. und 12 s |
| 3.                                             | Alexandre Geniez (SKS)   | 16 P. und 8 s  |
| 4.                                             | Nico Sijmens (COF)       | 14 P.          |
| 5.                                             | Matteo Montaguti (ALM)   | 12 P.          |
| 6.                                             | Wolodymyr Hustow (SBS)   | 10 P.          |
| 7.                                             | Juan José Oroz (EUS)     | 9 P.           |
| 8.                                             | Joaquim Rodríguez (KAT)  | 8 P.           |
| 9.                                             | Robert Kišerlovski (AST) | 7 P.           |
| 10.                                            | Francis De Greef (OLO)   | 6 P.           |
| 11.                                            | Sérgio Paulinho (RSH)    | 5 P.           |
| 12.                                            | Martin Kohler (BMC)      | 4 P.           |
| 13.                                            | Josep Jufré (AST)        | 3 P.           |
| 14.                                            | Davide Malacarne (QST)   | 2 P.           |

### Bergwertungen
| Puerto de Braguia Kategorie 3 nach 56,2 km in 725 m ü. NN |                        |      |
| 1.                                                        | Matteo Montaguti (ALM) | 3 P. |
| 2.                                                        | Nico Sijmens (COF)     | 2 P. |
| 3.                                                        | Francis De Greef (OLO) | 1 P. |

| Alto del Caracol Kategorie 2 nach 75,1 km in 840 m ü. NN |                        |      |
| 1.                                                       | Nico Sijmens (COF)     | 5 P. |
| 2.                                                       | Matteo Montaguti (ALM) | 3 P. |
| 3.                                                       | Francis De Greef (OLO) | 1 P. |

| Puerto de Alisas Kategorie 1 nach 121,4 km in 675 m ü. NN |                         |       |
| 1.                                                        | Nico Sijmens (COF)      | 10 P. |
| 2.                                                        | Matteo Montaguti (ALM)  | 6 P.  |
| 3.                                                        | Sérgio Paulinho (RSH)   | 4 P.  |
| 4.                                                        | Joaquim Rodríguez (KAT) | 2 P.  |
| 5.                                                        | Francis De Greef (OLO)  | 1 P.  |

| Puerto de la Cruz Usaño Kategorie 3 nach 138,0 km in 360 m ü. NN |                          |      |
| 1.                                                               | Nico Sijmens (COF)       | 3 P. |
| 2.                                                               | Matteo Montaguti (ALM)   | 2 P. |
| 3.                                                               | Kristof Vandewalle (QST) | 1 P. |

| Puerto de Fuente las Varas Kategorie 3 nach 147,9 km in 450 m ü. NN |                        |      |
| 1.                                                                  | Sérgio Paulinho (RSH)  | 3 P. |
| 2.                                                                  | Nico Sijmens (COF)     | 2 P. |
| 3.                                                                  | Matteo Montaguti (ALM) | 1 P. |

### Aufgaben
- 119 – Ángel Madrazo (Movistar) DNF
- 108 – Oliver Zaugg (Leopard Trek) DNS

## 19. Etappe
am 9. September von Noja nach Bilbao (158,5 km)
Der 19. Tagesabschnitt der Rundfahrt führte durch die Provinzen Kantabrien und Bizkaia. Dabei waren zwei Sprintwertungen sowie je zwei Bergwertungen der 2. und 3. Kategorie zu absolvieren.
Joaquim Rodríguez gewann die erste Sprintwertung des Tages und baute damit seine Führung in der Punktwertung aus, Bauke Mollema wurde hinter David de la Fuente Dritter. Danach bildete sich erneut eine vierköpfige Spitzengruppe, die über sechs Minuten Vorsprung herausfahren konnte. Sie bestand aus Igor Antón, Gorka Verdugo, Marzio Bruseghin und Alexander Djatschenko. Bruseghin gewann dabei die erste und Anton die zweite kleinere Bergwertung. Am dritten Berg, der zweimal angefahren wurde, wurde im Hauptfeld das Tempo von Thomas Lövkvist erhöht, wodurch wieder viele Fahrer nach hinten rausfielen. Verdugo führte unterdessen die Spitzengruppe über die Bergkuppe. Er gewann auch den zweiten Zwischensprint, der bei der Zieldurchfahrt ausgefahren wurde, wobei der Vorsprung bereits auf unter zwei Minuten gefallen war. Bei der zweiten Anfahrt zum dritten Berg fiel Djatschenko aus der Spitzengruppe heraus, später auch Verdugo. Dann griff Anton an. In der Favoritengruppe übernahm unterdessen Rodríguez die Führungsarbeit, der auch Angriffe versuchte. Mathieu Perget, Thomas Rohregger und Chris Anker Sørensen zogen aber an ihm vorbei, als der Anstieg begann. Rohregger fiel später aber wieder zurück, während Anton weiter allein an der Spitze fuhr und die Bergwertung gewann. Hinter ihm attackierte Chris Froome, dem Juan José Cobo folgte. Sie erreichten den nun allein fahrenden Perget. Nach kurzer Ruhe griff Froome erneut an, konnte Cobo aber nicht abschütteln, auch Mikel Nieve gesellte sich dann zu ihnen, allerdings wurden die drei später wie die von ihnen überholten Angreifer wieder eingeholt. Dominik Nerz und Haimar Zubeldia waren die nächsten Angreifer, die auch den noch vor ihnen fahrenden Sørensen erreichten. Anton erreichte dann den ersehnten Tagessieg mit 41 Sekunden Vorsprung vor Bruseghin. Im Sprint um den dritten Platz konnte sich Nerz vor Zubeldia und dem eingeholten Sørensen durchsetzen. Kurz darauf führte David de la Fuente die Favoritengruppe an, die einen Rückstand von 1:33 Minuten hatte. In der Gesamtwertung gab es keine Änderungen.

### Sprintwertungen
| 1. Zwischensprint in Laredo nach 19,7 km in 10 m ü. NN |                          |              |
| 1.                                                     | Joaquim Rodríguez (KAT)  | 4 P. und 6 s |
| 2.                                                     | David de la Fuente (GEO) | 2 P. und 4 s |
| 3.                                                     | Bauke Mollema (RAB)      | 1 P. und 2 s |

| 2. Zwischensprint in Bilbao nach 126,9 km in35 m ü. NN |                        |              |
| 1.                                                     | Gorka Verdugo (EUS)    | 4 P. und 6 s |
| 2.                                                     | Igor Antón (EUS)       | 2 P. und 4 s |
| 3.                                                     | Marzio Bruseghin (MOV) | 1 P. und 2 s |

| Zielsprint in Bilbao nach 158,5 km in 20 m ü. NN |                            |                |
| 1.                                               | Igor Antón (EUS)           | 25 P. und 20 s |
| 2.                                               | Marzio Bruseghin (MOV)     | 20 P. und 12 s |
| 3.                                               | Dominik Nerz (LIQ)         | 16 P. und 8 s  |
| 4.                                               | Haimar Zubeldia (RSH)      | 14 P.          |
| 5.                                               | Chris Anker Sørensen (SBS) | 12 P.          |
| 6.                                               | David de la Fuente (GEO)   | 10 P.          |
| 7.                                               | Jakob Fuglsang (LEO)       | 9 P.           |
| 8.                                               | Vincenzo Nibali (LIQ)      | 8 P.           |
| 9.                                               | Eros Capecchi (LIQ)        | 7 P.           |
| 10.                                              | Bauke Mollema (RAB)        | 6 P.           |
| 11.                                              | Sergey Lagutin (VCD)       | 5 P.           |
| 12.                                              | Daniel Moreno (KAT)        | 4 P.           |
| 13.                                              | Daniel Martin (GRM)        | 3 P.           |
| 14.                                              | Nicolas Roche (ALM)        | 2 P.           |

### Bergwertungen
| Puerto de la Granja Kategorie 3 nach 42 km in 390 m ü. NN |                        |      |
| 1.                                                        | Marzio Bruseghin (MOV) | 3 P. |
| 2.                                                        | Gorka Verdugo (EUS)    | 2 P. |
| 3.                                                        | Igor Antón (EUS)       | 1 P. |

| Puerto de las Muñecas Kategorie 3 nach 59,5 km in 390 m ü. NN |                             |      |
| 1.                                                            | Igor Antón (EUS)            | 3 P. |
| 2.                                                            | Gorka Verdugo (EUS)         | 2 P. |
| 3.                                                            | Alexander Djatschenko (AST) | 1 P. |

| Alto El Vivero Kategorie 2 nach 114,1 km in 410 m ü. NN |                        |      |
| 1.                                                      | Gorka Verdugo (EUS)    | 5 P. |
| 2.                                                      | Marzio Bruseghin (MOV) | 3 P. |
| 3.                                                      | Igor Antón (EUS)       | 1 P. |

| Alto El Vivero Kategorie 2 nach 144,2 km in 410 m ü. NN |                            |      |
| 1.                                                      | Igor Antón (EUS)           | 5 P. |
| 2.                                                      | Marzio Bruseghin (MOV)     | 3 P. |
| 3.                                                      | Chris Anker Sørensen (SBS) | 1 P. |

### Aufgaben
- 77 – Tony Martin (HTC-Highroad) DNS

## 20. Etappe
am 10. September von Bilbao nach Vitoria (185,0 km)
Der 20. Tagesabschnitt der Rundfahrt führte durch die Provinzen Bizkaia, Gipuzkoa und Álava. Dabei waren zwei Sprintwertungen sowie vier Bergwertungen, davon zwei der 1., eine der 2. und eine der 3. Kategorie zu absolvieren.
Es bildete sich eine 26-köpfige Ausreißergruppe, deren bestplatzierter Fahrer Nicolas Roche mit 10:31 Minuten Rückstand auf den Führenden der Gesamtwertung war. Er gewann durch den Sieg bei der ersten Sprintwertung auch die sechs Sekunden Zeitgutschrift. Manuele Mori gewann die ersten drei Bergwertungen. Zweiter wurde bei der ersten und der dritten Bergwertung Koen de Kort. Bei der zweiten Bergwertung, einer Bergwertung der 1. Kategorie, konnte er nicht punkten, Daniele Righi belegte hier den zweiten Platz. Der herausgefahrene Vorsprung schmolz und lag an der dritten Bergwertung nur noch etwas über einer Minute. Im Anstieg zur vierten Bergwertung, was die letzte Bergwertung dieser Rundfahrt war, kam es zu Angriffen innerhalb der Spitzengruppe, wobei sich Carlos Barredo, Amets Txurruka und Robert Kišerlovski absetzen konnten, ihnen folgten Nicolas Roche und Christophe Le Mével. Hinter ihnen wurden bereits die ersten Ausreißer vom ebenfalls kleiner werdenden Feld eingeholt. An der Bergwertung war Barredo als Solist vorn. Kurz hinter den anderen Angreifern, zu denen sich auch noch Steven Kruijswijk und Luis Ángel Maté erreichte auch das Feld den Gipfel, das die restlichen Fahrer der ursprünglichen Spitzengruppe einholte. David Moncoutié, der zwar keine Bergpunkte mehr dazubekam, errang damit aber endgültig die Bergwertung. In der Abfahrt vergrößerte sich das Hauptfeld wieder und die Sprinterteams übernahmen die Tempoarbeit, dennoch wurde Barredo noch nicht eingeholt, wohl aber die Verfolgergruppe. An einer kleinen Steigung griff Chris Froome, Zweiter der Gesamtwertung, an, doch Juan José Cobo blieb hinter ihm. Carlos Sastre folgte ihnen, übersprintete sie und schloss schließlich zu Barredo auf. Der zweite Zwischensprint, der noch während des Rennens verschoben wurde, konnte das Duo so noch für sich entscheiden. Bradley Wiggins errang den letzten Punkt und die verbliebenen zwei Bonussekunden. Wenige Kilometer vor dem Ziel zog Sastre an seinem Begleiter vorbei, wurde aber wie dieser aber auch wieder vom heransprintenden Feld eingeholt. Der Sprint wurde durch das Team Leopard Trek perfekt für Daniele Bennati vorbereitet, der schließlich auch vor seinen Landsmännern Enrico Gasparotto und Damiano Caruso den Sieg absichern konnte. Bauke Mollema zog zwar durch seinen neunten Platz nach Punkten mit Joaquim Rodríguez gleich, konnte das Trikot aber nicht übernehmen.

### Sprintwertungen
| 1. Zwischensprint in Eibar nach 41 km in 125 m ü. NN |                      |              |
| 1.                                                   | Nicolas Roche (ALM)  | 4 P. und 6 s |
| 2.                                                   | Pablo Lastras (MOV)  | 2 P. und 4 s |
| 3.                                                   | Amets Txurruka (EUS) | 1 P. und 2 s |

| 2. Zwischensprint in Arroiabe nach 168,5 km in525 m ü. NN |                       |              |
| 1.                                                        | Carlos Barredo (RAB)  | 4 P. und 6 s |
| 2.                                                        | Carlos Sastre (GEO)   | 2 P. und 4 s |
| 3.                                                        | Bradley Wiggins (SKY) | 1 P. und 2 s |

| Zielsprint in Vitoria nach 185 km in 520 m ü. NN |                          |                |
| 1.                                               | Daniele Bennati (LEO)    | 25 P. und 20 s |
| 2.                                               | Enrico Gasparotto (AST)  | 20 P. und 12 s |
| 3.                                               | Damiano Caruso (LIQ)     | 16 P. und 8 s  |
| 4.                                               | Sep Vanmarcke (GRM)      | 14 P.          |
| 5.                                               | Koen de Kort (SKS)       | 12 P.          |
| 6.                                               | Manuele Mori (LAM)       | 10 P.          |
| 7.                                               | Davide Malacarne (QST)   | 9 P.           |
| 8.                                               | Kristof Vandewalle (QST) | 8 P.           |
| 9.                                               | Bauke Mollema (RAB)      | 7 P.           |
| 10.                                              | Eros Capecchi (LIQ)      | 6 P.           |
| 11.                                              | Joaquim Rodríguez (KAT)  | 5 P.           |
| 12.                                              | Daniel Moreno (KAT)      | 4 P.           |
| 13.                                              | Iñaki Isasi (EUS)        | 3 P.           |
| 14.                                              | Nicki Sørensen (SBS)     | 2 P.           |

### Bergwertungen
| Alto de Karabieta Kategorie 2 nach 47,8 km in 560 m ü. NN |                      |      |
| 1.                                                        | Manuele Mori (LAM)   | 5 P. |
| 2.                                                        | Koen de Kort (SKS)   | 3 P. |
| 3.                                                        | Amets Txurruka (EUS) | 1 P. |

| Alto de Elosua Kategorie 1 nach 64,3 km in 680 m ü. NN |                      |       |
| 1.                                                     | Manuele Mori (LAM)   | 10 P. |
| 2.                                                     | Daniele Righi (LAM)  | 6 P.  |
| 3.                                                     | Pablo Lastras (MOV)  | 4 P.  |
| 4.                                                     | Carlos Barredo (RAB) | 2 P.  |
| 5.                                                     | Amets Txurruka (EUS) | 1 P.  |

| Alto de Kanpazar Kategorie 3 nach 112,0 km in 460 m ü. NN |                      |      |
| 1.                                                        | Manuele Mori (LAM)   | 3 P. |
| 2.                                                        | Koen de Kort (SKS)   | 2 P. |
| 3.                                                        | Amets Txurruka (EUS) | 1 P. |

| Puerto de Urkiola Kategorie 1 nach 138,6 km in 700 m ü. NN |                           |       |
| 1.                                                         | Carlos Barredo (RAB)      | 10 P. |
| 2.                                                         | Christophe Le Mével (GRM) | 6 P.  |
| 3.                                                         | Amets Txurruka (EUS)      | 4 P.  |
| 4.                                                         | Nicolas Roche (ALM)       | 2 P.  |
| 5.                                                         | Robert Kišerlovski (AST)  | 1 P.  |

## 21. Etappe
am 11. September von Circuito del Jarama nach Madrid (95,6 km)
Der 21. und letzte Tagesabschnitt der Rundfahrt führte durch die Provinz und die Stadt Madrid. Dabei waren bei den Zieldurchfahrten der elf Runden auf dem abschließenden Rundkurs zwei Sprintwertungen zu absolvieren.
Der Beginn der Etappe wurde in geruhsamen Tempo gefahren. Damiano Caruso, Joan Horrach und José Alberto Benítez bildeten nach einer Weile eine dreiköpfige Spitzengruppe, die sich aber nie weit absetzen konnte. Von ihnen gewann Horrach den ersten Zwischensprint des Tages, der bei der dritten Zieldurchfahrt auf dem abschließenden Rundkurs ausgefahren wurde. Saxo Bank-SunGard und Lampre-ISD übernahmen die Nachführarbeit, dennoch wurde der Vorsprung nicht kleiner, blieb aber unter einer Minute. Erst als sich Leopard Trek einschaltete, schmolz der Vorsprung wieder. Horrach gewann auch den zweiten Zwischensprint bei der achten Zieldurchfahrt und setzte sich dann von seinen beiden Begleitern, die eingeholt wurden, ab. Noch auf der vorletzten Runde wurde aber auch er gestellt. Im Zielsprint belauerten sich Daniele Bennati und Alessandro Petacchi. Die Situation wurde von Peter Sagan ausgenutzt, der vor den beiden die Ziellinie überquerte. Vierter wurde John Degenkolb. Wie schon am Vortag wurde Bauke Mollema Neunter, und da Joaquim Rodríguez nicht punkten konnte eroberte Mollema damit mit sieben Punkten Vorsprung das Sprintertrikot.

### Sprintwertungen
| 1. Zwischensprint in 3. Zieldurchfahrt nach 44,3 km in 690 m ü. NN |                            |              |
| 1.                                                                 | Joan Horrach (KAT)         | 4 P. und 6 s |
| 2.                                                                 | José Alberto Benítez (ACG) | 2 P. und 4 s |
| 3.                                                                 | Damiano Caruso (LIQ)       | 1 P. und 2 s |

| 2. Zwischensprint in 8. Zieldurchfahrt nach 72,8 km in690 m ü. NN |                            |              |
| 1.                                                                | Joan Horrach (KAT)         | 4 P. und 6 s |
| 2.                                                                | José Alberto Benítez (ACG) | 2 P. und 4 s |
| 3.                                                                | Damiano Caruso (LIQ)       | 1 P. und 2 s |

| Zielsprint in Madrid nach 95,6 km in 690 m ü. NN |                           |                |
| 1.                                               | Peter Sagan (LIQ)         | 25 P. und 20 s |
| 2.                                               | Daniele Bennati (LEO)     | 20 P. und 12 s |
| 3.                                               | Alessandro Petacchi (LAM) | 16 P. und 8 s  |
| 4.                                               | John Degenkolb (THE)      | 14 P.          |
| 5.                                               | Nikolas Maes (QST)        | 12 P.          |
| 6.                                               | Pim Ligthart (VCD)        | 10 P.          |
| 7.                                               | Christopher Sutton (SKY)  | 9 P.           |
| 8.                                               | Koen de Kort (SKS)        | 8 P.           |
| 9.                                               | Bauke Mollema (RAB)       | 7 P.           |
| 10.                                              | Vicente Reynés (OLO)      | 6 P.           |
| 11.                                              | Daniel Moreno (KAT)       | 5 P.           |
| 12.                                              | Bradley Wiggins (SKY)     | 4 P.           |
| 13.                                              | Enrico Gasparotto (AST)   | 3 P.           |
| 14.                                              | Luca Paolini (KAT)        | 2 P.           |